# 아일랜드 분할

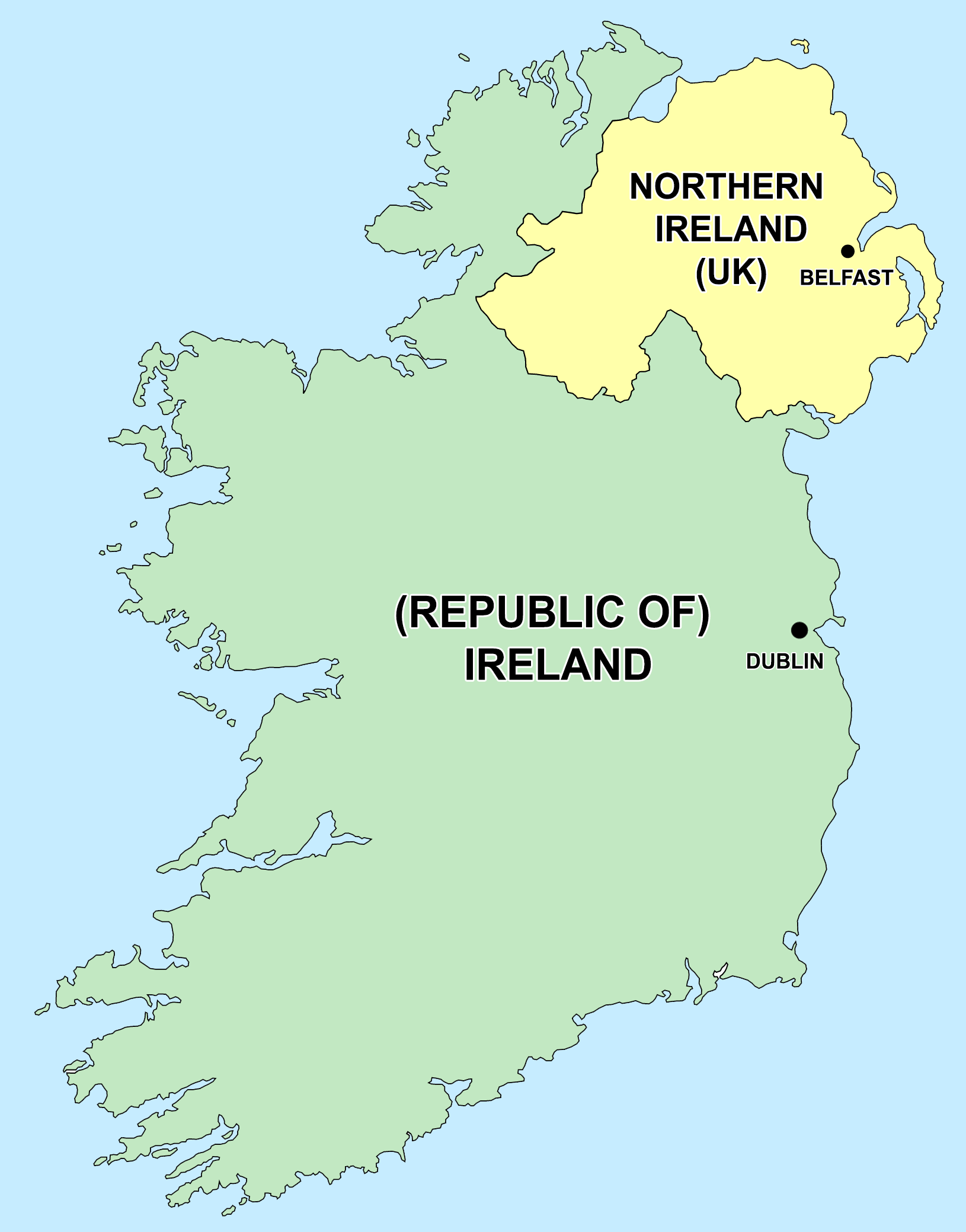
현재 아일랜드의 정치 지도

아일랜드 분할(아일랜드어: críochdheighilt na hÉireann)은 영국 정부가 아일랜드를 두 개의 자치 정치 체제로 분할한 과정이다. 두 개의 자치 정치 체제는 북아일랜드와 남아일랜드 (오늘날 아일랜드 공화국, 또는 단순히 아일랜드로 알려진 지역)이다. 이는 1920년 아일랜드 정부법에 따라 1921년 5월 3일에 제정되었다. 이 법은 두 지역 모두 영국 내에 머무르도록 의도했으며, 궁극적인 재통일을 위한 조항을 포함했다. 더 작은 북아일랜드 영토는 권한이 이양된 정부 (자유 통치)와 함께 적절히 생성되었고 영국에 남았다. 더 큰 남아일랜드 역시 생성되었지만, 그 행정부는 대부분의 시민들로부터 인정받지 못했으며, 시민들은 대신 스스로 선언한 32개 카운티의 아일랜드 공화국을 인정했다.
아일랜드에는 자치 또는 독립을 원하는 (주로 가톨릭) 국민주의자 다수가 있었다. 분할 이전에 아일랜드 의회당은 영국 의회에서 권력 균형을 통제하여 정부가 아일랜드에 영국 내에서 권한이 이양된 정부를 부여하는 자유통치법안을 도입하도록 설득했다. 이는 자유통치 위기 (1912년~1914년)로 이어졌는데, 이때 얼스터 연합주의자들은 아일랜드 정부의 통치를 막기 위해 사용할 수 있는 대규모 준군사 조직 (얼스터 의용군)을 창설했다. 단일 행정부를 만들기 위한 1914년 아일랜드 정부법이 통과되었지만, 제1차 세계 대전 (1914년~1918년)으로 인해 시행이 연기되었다. 전쟁 중, 특히 1916년 부활절 봉기 (영국 통치에 대한 무장 반란) 이후 아일랜드 독립에 대한 지지가 커졌다.
아일랜드 공화주의 정치 정당인 신 페인은 1918년 웨스트민스터 선거에서 아일랜드 지역구 대부분을 차지했다. 이 당은 웨스트민스터 의회에 참석하는 대신 별도의 아일랜드 의회를 소집하고 섬 전체를 아우르는 독립 아일랜드 공화국을 선언했다. 이는 아일랜드 공화국군 (IRA)과 영국군 간의 게릴라 분쟁인 아일랜드 독립 전쟁 (1919년~1921년)으로 이어졌다. 1920년 영국 정부는 두 개의 권한 이양 정부를 설립하기 위한 또 다른 법안을 도입했다. 하나는 북부 6개 주 (북아일랜드)를 위한 것이고 다른 하나는 섬의 나머지 지역 (남아일랜드)을 위한 것이었다. 이는 1920년 아일랜드 정부법으로 통과되었고, 1921년 5월 3일에 기정사실로 발효되었다. 1921년 선거 이후 얼스터 연합주의자들은 북아일랜드 정부를 구성했다. 1920년에서 1922년 사이, 북아일랜드가 된 지역에서는 분할이 "새로운 정착에 대한 방어 또는 반대" 폭력과 동반되었다.(얼스터 분쟁 (1920년~1922년) 참조). 1922년 상반기에 IRA는 북아일랜드 국경 지역으로 실패한 "북부 공세"를 시작했다. 수도 벨파스트에서는 주로 개신교와 가톨릭 민간인 간의 "야만적이고 전례 없는" 공동체 폭력이 발생했다. 500명 이상이 사망했고 10,000명 이상이 난민이 되었으며, 대부분은 가톨릭 소수민족이었다.
아일랜드 독립 전쟁은 1921년 7월 휴전으로 이어졌고 그해 12월 영국-아일랜드 조약이 체결되었다. 조약에 따라 남아일랜드 영토는 영국에서 벗어나 아일랜드 자유국이 되었다. 북아일랜드 의회는 자유국에 가입할지 말지 투표할 수 있었고, 위원회는 잠정 국경을 다시 그리거나 확인할 수 있었다. 북아일랜드 정부는 영국에 남기로 선택했다. 1922년 12월 6일 (영국-아일랜드 조약 체결 1년 후), 아일랜드는 분할되었다. 당시 남아일랜드 영토는 영국에서 벗어나 현재의 아일랜드 공화국으로 알려진 아일랜드 자유국이 되었다. 1925년 국경 위원회는 국경에 대한 작은 변경을 제안했지만, 이는 시행되지 않았다.
분할 이후, 대부분의 아일랜드 민족주의자/공화주의자들은 통일되고 독립된 아일랜드를 계속 추구하는 반면, 얼스터 연합주의자/충성주의자들은 북아일랜드가 영국에 남아있기를 원한다. 수년간 북아일랜드의 연합주의 정부들은 아일랜드 민족주의자들과 가톨릭 소수민족에 대한 차별을 했다는 비난을 받아왔다. 1967년 연합주의자들은 차별을 종식시키기 위한 시민권 운동에 반대했는데, 이를 공화주의자의 전선으로 간주했다. 이는 3,500명 이상이 사망한 30년간의 분쟁인 북아일랜드 분쟁 ( 1969c.~1998년)의 불씨가 되었다. 1998년 벨파스트 협정에 따라 아일랜드와 영국 정부 및 주요 정당들은 북아일랜드에 권력 분담 정부를 수립하고, 북아일랜드의 지위는 주민 다수의 동의 없이는 변경되지 않을 것이라는 데 동의했다. 이 조약은 또한 두 관할권 사이에 개방 국경을 재확인했다.

## 배경

### 아일랜드 자유 통치 운동

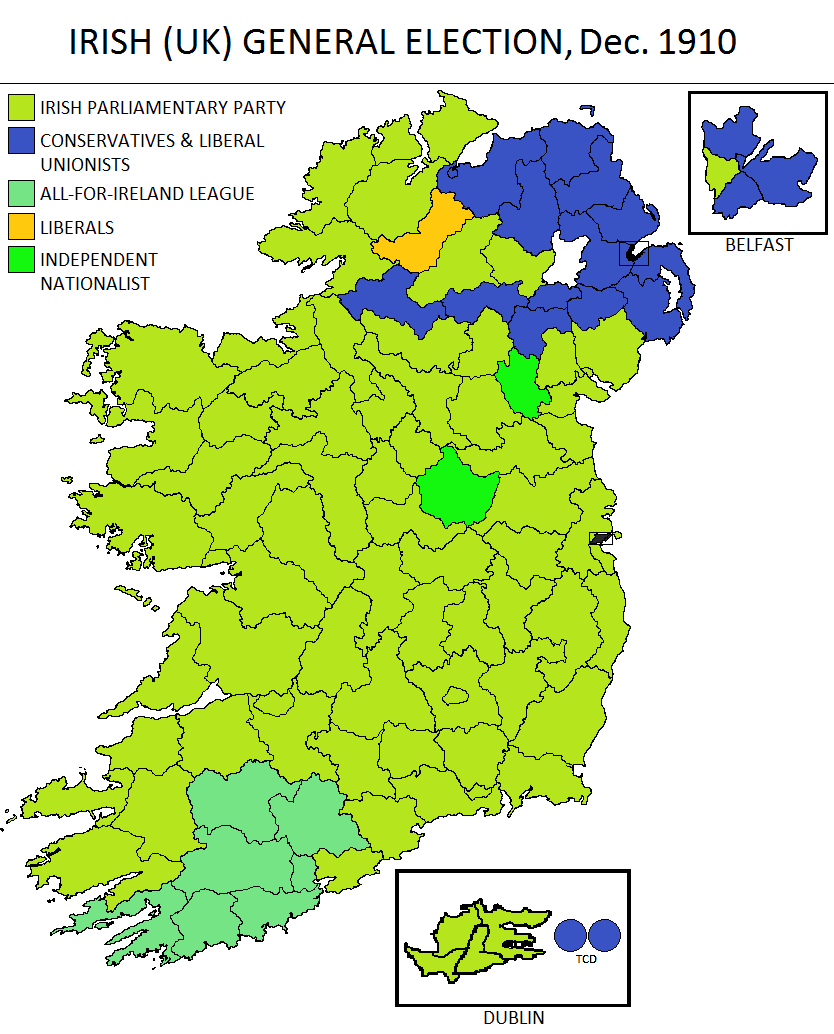
1910년 12월 영국 총선에서 아일랜드 의회당이 압도적인 다수를 차지한 아일랜드의 결과.

19세기 동안 아일랜드 민족주의 자유 통치 운동은 영국에 남으면서도 자치 정부를 갖기 위해 캠페인을 벌였다. 민족주의 아일랜드 의회당은 1885년 총선에서 아일랜드 의석 대부분을 차지했다. 이후 영국 하원에서 권력 균형을 유지하며 자유당과 동맹을 맺었다. 아일랜드 의회당의 지도자 찰스 스튜어트 파넬은 영국 총리 윌리엄 유어트 글래드스턴을 설득하여 1886년 제1차 아일랜드 자유 통치 법안을 도입하게 했다. 아일랜드의 개신교 연합주의자들은 가톨릭이 지배하는 아일랜드 정부에 의한 산업 쇠퇴와 개신교 박해를 우려하여 법안에 반대했다. 영국 보수당 정치인 랜돌프 처칠 경은 개신교 충의 오렌지단을 언급하며 "오렌지 카드를 쓸 때다"라고 선언했다. 이 믿음은 나중에 인기 있는 슬로건인 "자유 통치는 로마 통치를 의미한다"로 표현되었다. 부분적으로 법안에 대한 반작용으로 벨파스트에서 폭동이 일어났는데, 개신교 연합주의자들이 도시의 가톨릭 민족주의 소수민족을 공격했다. 법안은 하원에서 부결되었다.
글래드스턴은 1892년에 제2차 아일랜드 자유 통치 법안을 도입했다. 자유 통치에 반대하기 위해 아일랜드 연합주의자 동맹이 결성되었고, 이 법안은 대규모 연합주의 시위를 촉발시켰다. 이에 대응하여 자유 연합주의자 지도자 조지프 체임벌린은 개신교 연합주의자들이 다수를 차지하는 얼스터를 위한 별도의 지방 정부를 요구했다. 아일랜드 연합주의자들은 법안과 제안된 분할에 반대하기 위해 더블린과 벨파스트에서 대회를 열었다. 나중에 자유 통치를 지지하게 될 연합주의 의원 호러스 플런킷은 분할의 위험 때문에 1890년대에는 자유 통치에 반대했다. 법안은 하원에서 승인되었지만, 상원에서 부결되었다.

### 자유 통치 위기

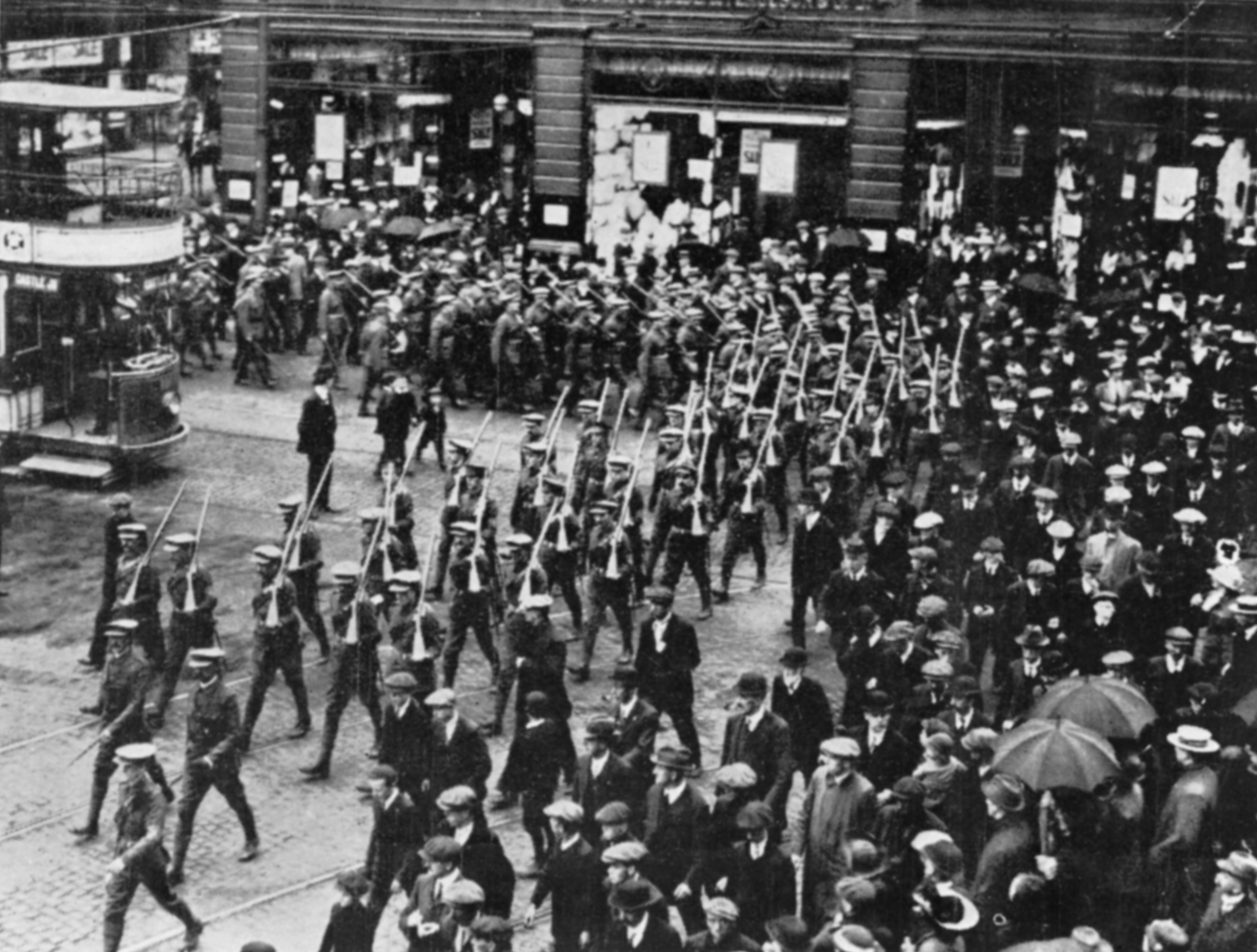
1914년 벨파스트에서 행진하는 얼스터 의용군

1910년 12월 선거 이후 아일랜드 의회당은 자유당 정부가 또 다른 자유 통치 법안을 도입할 경우 지지하기로 다시 합의했다. 1911년 의회법은 상원이 더 이상 하원에서 통과된 법안을 거부할 수 없게 되었고, 단지 2년까지 지연시킬 수만 있게 되었다. 영국 총리 H. H. 애스퀴스는 1912년 4월 제3차 자유 통치 법안을 도입했다 (1914년 9월 18일 왕실 재가를 받았다). 법안에 아일랜드 분할을 요구하는 수정안이 도입되었다. 1912년 6월 애스퀴스는 의회에서 분할 제안을 거부하며 다음과 같이 말했다. 
"아일랜드를 부분으로 나누는 것은 영국이나 스코틀랜드를 부분으로 나누는 것만큼이나 불가능하다... 인종과 기질의 본질적인 통일성이 있다. 불행하게도 종교와 당파 조직에 의해 불화가 만연했던 것은 인정한다. 아일랜드인들이 자국을 통치하는 위대한 일에 협력하도록 더 많이 장려되고 권한이 부여될수록, 이러한 차이가 사라질 것이라고 나는 더 확신한다."

연합주의자들은 법안에 반대했지만, 자유 통치를 막을 수 없다면 얼스터 전체 또는 일부를 제외해야 한다고 주장했다. 아일랜드 민족주의자들은 분할에 반대했지만, 일부는 자치 아일랜드 내에서 얼스터가 어느 정도 자치권을 갖는 것을 ("자유 통치 내의 자유 통치") 받아들일 용의가 있었다. 윈스턴 처칠은 아일랜드 분할 가능성에 대한 자신의 감정을 분명히 밝혔다. "얼스터의 권리가 무엇이든 간에, 얼스터는 아일랜드 전체의 나머지 부분을 가로막을 수 없다. 한 지방의 절반이 국가에 영구적인 거부권을 부과할 수 없다. 한 지방의 절반이 영국과 아일랜드 민주주의 간의 화해를 영원히 방해할 수 없다." 1911년 인구조사에 따르면 얼스터 9개 주 중 5개 주에서 가톨릭이 다수를 차지했고, 가톨릭 다수 주 중 2개 주(티론과 퍼매나)는 나중에 북아일랜드에 편입되었다. 1912년 9월, 50만 명이 넘는 연합주의자들이 얼스터 서약에 서명하여 어떤 수단을 동원해서라도 자유 통치에 반대하고 어떤 아일랜드 정부에도 불복종할 것을 맹세했다. 그들은 얼스터가 자치 아일랜드의 일부가 되는 것을 막기 위해 대규모 준군사 운동인 얼스터 의용군을 창설했다. 그들은 또한 임시 얼스터 정부를 수립하겠다고 위협했다. 이에 대응하여 아일랜드 민족주의자들은 자유 통치가 시행되도록 아일랜드 의용군을 창설했다. 얼스터 의용군은 1914년 4월 란 무기 밀수에서 독일 제국으로부터 25,000정의 소총과 3백만 발의 탄약을 얼스터로 밀수했다. 아일랜드 의용군도 그해 7월 하우트 무기 밀수에서 독일로부터 무기를 밀수했다. 1914년 3월 20일, "커러 사건"에서 아일랜드 주둔 영국 육군 최고위 장교 다수가 얼스터 의용군에 대항하여 배치되기보다는 사임하겠다고 위협했다. 이는 영국 정부가 자유 통치를 법제화할 수는 있지만, 이를 시행할 수 있다는 확신은 없다는 것을 의미했다. 아일랜드는 내전 직전인 것처럼 보였다.

### 얼스터의 제외
1914년 5월, 영국 정부는 제3차 자유 통치법에 대한 수정 법안을 도입하여 자유 통치에서 "얼스터의 일시적 제외"를 허용했다. 일부 얼스터 연합주의자들은 주로 가톨릭이 거주하는 지역 (모너핸, 캐번, 더니골)의 '상실'을 용인할 의향이 있었다. 1914년 5월, 얼스터의 일부를 자유 통치에서 일시적으로 제외하기 위한 세 가지 국경 경계 옵션이 제안되었다. 한 옵션은 티론주와 퍼매나주, 아르마주 남부, 다운주 남부, 뉴리와 데리 시가 제안된 아일랜드 의회에 남아야 한다고 권고했다. 이후 얼스터의 어느 정도를 얼마나 오랫동안 제외할 것인지, 그리고 각 주에서 국민 투표를 실시할 것인지에 대한 논의가 있었다. 재무장관 로이드 조지는 "국민 투표 원칙을 지지하며... 얼스터의 각 주는 자유 통치 법안에서 제외될 선택권을 가져야 한다"고 말했다. 1914년 7월, 조지 5세는 연합주의자들과 민족주의자들이 만나 분할 문제를 논의하도록 버킹엄 궁 회의를 소집했지만, 회의는 별다른 성과를 거두지 못했다. 1914년 많은 협상 끝에 아일랜드에서 가장 큰 정당 (아일랜드 의회당)의 지도자인 존 레몬은 얼스터 일부 지역의 일시적 제외에 동의했다. 1916년 6월 (부활절 봉기 이후) 로이드 조지는 6개 주 (이제 티론과 퍼매나를 포함)를 일시적으로 제외하는 것에 대한 레몬의 승인을 요청했다 (1912년과 1914년에는 4개 주가 요청되었다). 레몬은 영국 총리와 내각 전체로부터 자유 통치에서 제외된 모든 주에서 자유 통치 아일랜드에 가입하는 것에 대한 투표가 허용될 것이라는 확신을 받았다 (투표는 전혀 실시되지 않았다). 레몬은 또한 제외된 모든 주가 6년 후에 자유 통치 아일랜드로 반환될 것이라는 "보장"을 받았다. 1916년 7월 20일, 레몬은 영국 정부와의 추가 협상에서 제외되었다. 그는 하원에서 다음과 같이 말했다. 
내각을 대신하여 협상과 소통, 협의가 중단되었으며, 내가 본 적이 없고 내게 제출하기를 거부한 제안에 대해 내 뒤에서 내각이 결정을 내릴 때까지 내각으로부터 어떤 소통도 받지 못할 것이라고 통보받았다. 나는 이 새로운 제안의 본질이 무엇인지 물었으나, 내각은 나에게 그에 대해 상의할 의사가 없으며, 결정을 내릴 때까지 아무것도 말해줄 수 없다고 들었다... 내가 받은 다음 소통은 지난 토요일이었는데, 전쟁 장관과 내무 장관이 나를 전쟁부로 불러 만나달라고 요청했다. 그들은 또 다른 내각 회의가 열렸으며, 법안에 완전히 새로운 두 가지 조항, 즉 얼스터, 얼스터 6개 주의 영구적인 제외를 포함하기로 결정되었다고, 결정되었다고, 내게 통보했다... 그리고 이 결정은 논의나 협의를 목적으로 내게 제시된 것이 아니라, 절대적이고 최종적인 결정이며, 존경하는 신사들은 자신들을 단순히 전달자로 묘사했고, 이 문제에 대해 나와 어떤 식으로든 논의할 권한이나 권위가 없다고 말했다. 그리고 그들은 우리가 좋아하든 싫어하든 이 조항들을 포함하는 법안을 도입할 것이라고 말했다.

### 제1차 세계 대전 및 아일랜드 대회
자유 통치 위기는 1914년 8월 제1차 세계 대전의 발발과 아일랜드의 전쟁 참여로 중단되었다. 애스퀴스는 자신의 수정 법안을 포기하고 대신 1914년 9월 18일 자유 통치 법안(현재 1914년 아일랜드 정부법)과 함께 1914년 정지 법안이라는 새로운 법안을 서둘러 통과시켰다. 정지 법안은 전쟁 기간 동안 자유 통치가 연기되도록 보장했으며, 얼스터의 일부 또는 전체 제외는 여전히 결정되지 않은 상태였다.
제1차 세계 대전 동안 아일랜드 공화주의자들이 주장했던 완전한 아일랜드 독립에 대한 지지가 커졌다. 1916년 4월, 공화주의자들은 전쟁의 기회를 이용하여 영국 통치에 대한 반란인 부활절 봉기를 일으켰다. 이 봉기는 더블린에서 일주일간의 격렬한 전투 끝에 진압되었다. 봉기에 대한 영국의 가혹한 반응은 독립 지지를 더욱 부추겼고, 공화주의 정당인 신 페인은 1917년에 4개의 보궐선거에서 승리했다.
영국 의회는 아일랜드 문제의 해결책을 찾기 위해 아일랜드 회의를 소집했다. 이 회의는 1917년 7월부터 1918년 3월까지 더블린에서 열렸으며, 아일랜드 민족주의자와 연합주의자 정치인들로 구성되었다. 회의는 민족주의자와 남부 연합주의자 의원들이 지지하는 보고서로 끝났으며, 얼스터 연합주의자들을 위한 특별 조항을 포함하는 양원제로 구성된 전 아일랜드 의회 설립을 요구했다. 전 아일랜드 의회 설립에 대한 보고서 제안은 51대 18로 통과되었다. 국가 의회 관할권에서 얼스터를 제외하는 수정안은 52대 19로 부결되었다. 대다수의 남부 연합주의자들은 전 아일랜드 의회 제안에 찬성표를 던졌다. 그러나 이 보고서는 얼스터 연합주의자 의원들에 의해 거부되었고, 신 페인이 절차에 참여하지 않았기 때문에 이 회의는 실패로 간주되었다.
1918년, 영국 정부는 아일랜드에 징병제를 부과하려 했고, 징병제 없이는 자유 통치가 불가능하다고 주장했다. 이는 아일랜드에서 분노를 일으켰고 공화주의자들에 대한 지지를 더욱 강화시켰다.

## 1918년 총선, 롱 위원회, 폭력 및 1921년 북아일랜드 총선

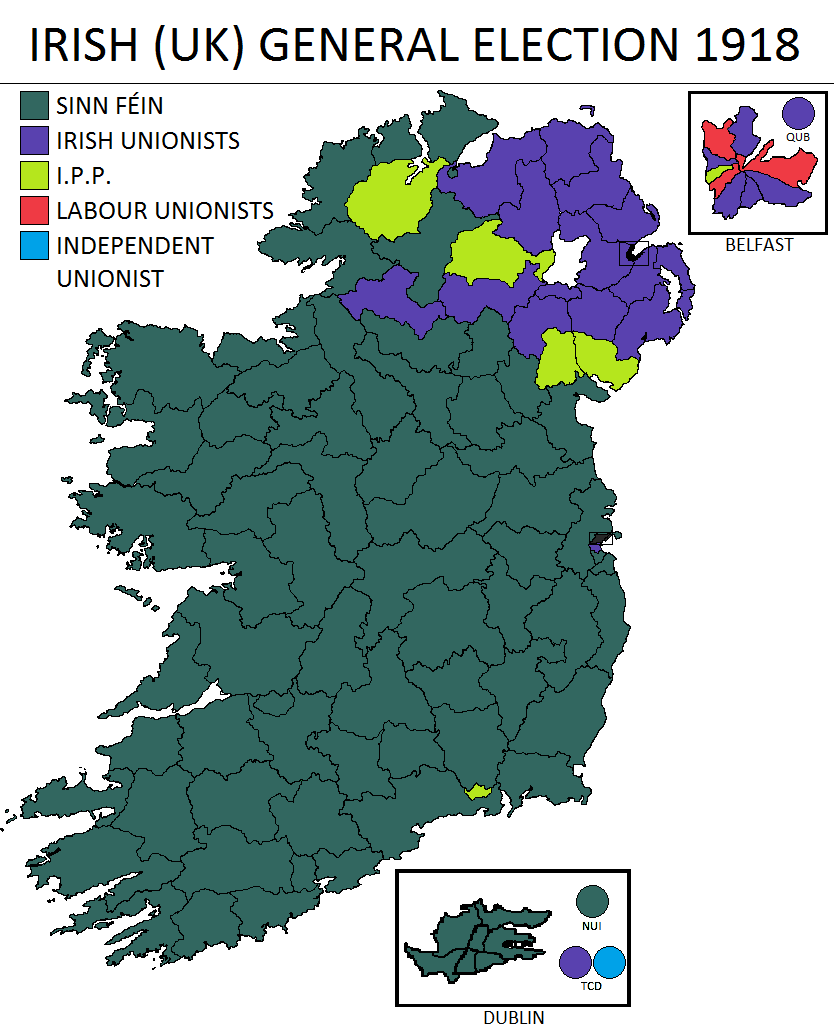
1918년 아일랜드 총선 결과는 신 페인에 대한 지지의 극적인 변화를 보여준다.

1918년 12월 총선에서 신 페인은 아일랜드 의석의 압도적 다수를 차지했다. 그들의 선언문에 따라 신 페인 소속 의원들은 영국 의회를 보이콧하고 별도의 아일랜드 의회인 (달 에런)을 설립하여 섬 전체를 아우르는 독립 아일랜드 공화국을 선포했다. 그러나 연합주의자들은 북동부 얼스터에서 대부분의 의석을 차지하고 영국에 대한 지속적인 충성심을 확인했다. 많은 아일랜드 공화주의자들은 아일랜드 내 종파 간 분열의 원인을 영국 기득권층에게 돌렸고, 영국 통치가 끝나면 얼스터 연합주의자들의 저항이 사라질 것이라고 믿었다.
영국으로부터 아일랜드의 분리를 가져오기 위해 솔로헤드베그 기습과 함께 1919년 1월 21일 아일랜드 독립 전쟁이 시작되었다. 아일랜드 공화국군 (IRA)이 영국군을 공격하기 시작하면서 게릴라전이 전개되었다. 영국 당국은 1919년 9월 달 에런을 불법화했다.

### 얼스터의 3, 4, 5, 6 또는 9개 주
아일랜드 자치 의회에서 제외될 수 있는 얼스터 주들의 수는 수년에 걸쳐 다양했다. 글래드스턴 시대에는 얼스터의 9개 주 모두를 제외하는 것이 제안되었다. 1912년 9월에도 9개 주 제외가 다시 제안되었는데, 이 시기 연합주의 지도자 에드워드 카슨은 얼스터의 9개 주 모두를 제외하는 것에 대해 거듭 언급했다. 1912년 4월 윈스턴 처칠은 3개 주 (다운, 앤트림, 런던데리)를 제외할 것을 제안했다. 그 해 말 보너 로는 아르마주를 추가하여 4개 주를 자치 정부에서 제외할 것을 권고했다. 애스퀴스 재임 기간 동안 자유당 수석 채찍은 "대략 5개 주"를 제외할 것을 제안했다. 마지막으로 1916년 5월 로이드 조지는 더블린 자치 의회에서 6개 주를 제외할 것을 제안했다. 그러나 1916년 5월 29일 연합주의 지도자 에드워드 카슨에게 보낸 서신에서 로이드 조지는 제외가 일시적이어서는 안 된다는 점을 분명히 했다. "우리는 임시 기간이 끝난 후 얼스터가 원하든 원하지 않든 아일랜드의 나머지 부분으로 합쳐지지 않을 것임을 분명히 해야 한다." 1920년 4월, 티론주 쿡스타운의 한 연합주의자는 9개 주 분할이 초래할 위협에 대해 "아홉 주 전체가 너무 불안정한 의회가 되어 거의 즉시 더블린 의회에 흡수될 것이다"라고 언급했다. 1920년 5월까지 얼스터 연합주의 평의회 (UUC) (나중에 얼스터 연합당이 됨)는 6개 주 제외를 지지했다. 1920년 5월 27일 UUC 회의에서 390명의 대표 중 80명만이 북아일랜드로 편입된 9개 주를 포함하는 것에 찬성표를 던졌다.

### 롱 위원회
1919년 9월, 영국 총리 로이드 조지는 영국 내 아일랜드 자치 정부 계획을 담당할 위원회를 구성했다. 월터 롱 영국 연합주의 정치인이 이끄는 이 위원회는 '롱 위원회'로 알려졌다. 위원회 구성은 연합주의적 시각을 가졌으며 민족주의 대표는 없었다. 제임스 크레이그 (훗날 북아일랜드의 초대 총리)와 그의 동료들만이 이 기간 동안 상담을 받은 유일한 아일랜드인이었다. 1919년 여름, 롱은 아일랜드를 여러 차례 방문하여 자신의 요트를 회의 장소로 사용하여 아일랜드 총독 존 프렌치와 아일랜드 수석비서관 이언 맥퍼슨과 "아일랜드 문제"를 논의했다.
위원회 첫 회의 전, 롱은 영국 총리에게 아일랜드에 두 개의 의회를 권고하는 각서(1919년 9월 24일)를 보냈다. 이 각서가 아일랜드를 분할하는 법률인 1920년 아일랜드 정부법의 기초가 되었다. 위원회 첫 회의(1919년 10월 15일)에서는 두 개의 자치 정부를 설립하기로 결정했다. 하나는 얼스터의 9개 주를 위한 것이고 다른 하나는 아일랜드의 나머지 지역을 위한 것이며, "아일랜드 통일 장려"를 위한 아일랜드 평의회도 함께 설립하기로 했다. 롱 위원회는 9개 주 제안이 "분할 문제를 엄청나게 최소화할 것이다... 순전히 종교적인 선에서의 아일랜드 분할을 최소화한다. 두 종교는 북아일랜드 의회에서 불균형하게 균형을 이루지 않을 것이다."라고 느꼈다. 대부분의 북부 연합주의자들은 얼스터 정부의 영토를 6개 주로 줄여서 더 큰 개신교/연합주의자 다수를 확보하기를 원했다. 롱은 위원회 위원들에게 거래를 제안했다. "6개 주...는 영원히 그들의 것이어야 하며... 국경에 대한 간섭은 없어야 한다." 이는 북아일랜드의 넓은 지역에 아일랜드 자치 또는 전 아일랜드 공화국 설립을 지지하는 인구가 남게 되었다. 마지막 전 아일랜드 선거(1918년 아일랜드 총선) 결과는 북아일랜드로 예정된 지역, 즉 티론주와 퍼매나주, 데리 시, 아르마 남부, 벨파스트 폴스, 다운 남부 선거구에서 민족주의자 다수를 보여주었다.
많은 연합주의자들은 너무 많은 가톨릭 신자들과 아일랜드 민족주의자들이 포함되면 영토가 지속되지 않을까 우려했지만, 규모가 축소되면 국가가 실행 불가능해질 것이라고 생각했다. 앤트림주, 다운주, 아마주, 런던데리주, 티론주, 퍼매나주의 6개 주는 연합주의자들이 지배할 수 있다고 믿는 최대 영역을 구성했다. 얼스터의 나머지 3개 주는 가톨릭 신자 다수를 차지했다. 캐번주 81.5%, 더니골주 78.9%, 모너핸주 74.7%. 1920년 3월 29일 찰스 크레이그 (제임스 크레이그 경의 아들이자 앤트림주 연합주의 의원)는 영국 하원에서 연설하며 북아일랜드의 미래 구성을 분명히 밝혔다. "모너핸, 캐번, 더니골의 얼스터 3개 주는 남아일랜드 의회에 넘겨질 것이다. 9개 주 의회와 6개 주 의회의 상황은 간단히 이렇다. 64명의 의원이 있는 9개 주 의회가 있다면 연합주의자 다수는 3~4명 정도겠지만, 52명의 의원이 있는 6개 주 의회에서는 연합주의자 다수가 10명 정도가 될 것이다. 제외된 3개 주에는 약 70,000명의 연합주의자와 260,000명의 신 페인과 민족주의자들이 포함되어 있는데, 이 대규모 신 페인과 민족주의자들을 추가하면 우리의 다수가 너무 낮아져서 어떤 정신 나간 사람도 그것으로 의회를 운영하려고 하지 않을 것이다. 이것이 우리가 며칠 전 법안에 9개 주를 포함시킬 것을 정부에 요구할 것인지 아니면 6개 주에 만족할 것인지 결정해야 했을 때 직면했던 상황이다."

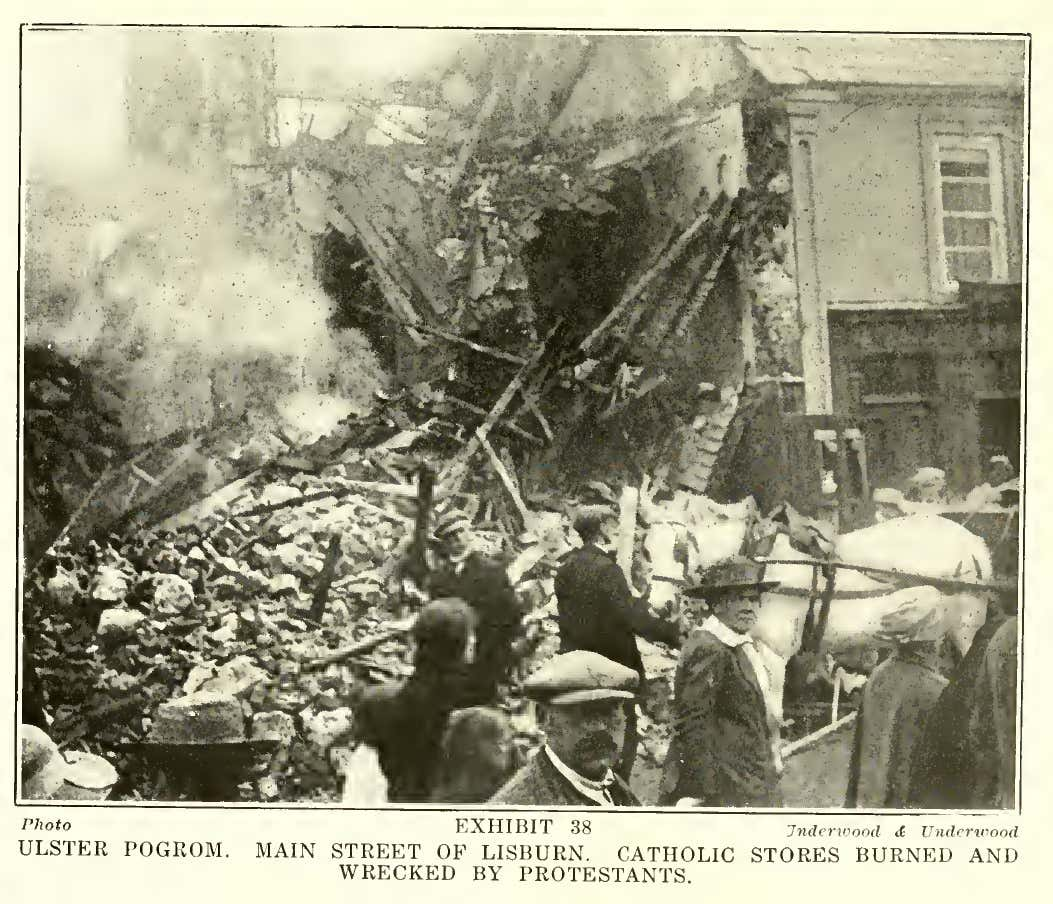
1920년 8월, 리즈번에서 왕당파에 의해 파괴된 가톨릭 소유 상점들

### 폭력
북아일랜드가 된 지역에서는 분할 과정이 "새로운 정착에 대한 방어 또는 반대"라는 폭력과 함께 진행되었다. IRA는 북동부에서 영국군에 대한 공격을 감행했지만, 아일랜드 남부보다는 활동이 덜했다. 북동부의 개신교 충성파는 IRA의 행동에 대한 보복으로 가톨릭 소수민족을 공격했다. 1920년 1월과 6월 지방 선거에서 아일랜드 민족주의자들과 공화주의자들은 북아일랜드의 일부가 될 티론주와 퍼매나주 의회를 장악했으며, 데리는 첫 아일랜드 민족주의자 시장을 맞이했다. 1920년 여름, 벨파스트와 데리에서 종파 간 폭력이 발생했으며, 리즈번과 밴브리지에서는 충성파에 의한 가톨릭 재산의 대규모 방화가 있었다. 충성파는 벨파스트 조선소에서 8,000명의 "불충한" 동료들 (모두 가톨릭 신자이거나 개신교 노동운동가)을 일자리에서 쫓아냈다. 7월 12일 연설에서 연합주의 지도자 에드워드 카슨은 충성파들에게 얼스터를 방어하기 위해 스스로 나서라고 촉구했으며, 공화주의를 사회주의 및 가톨릭 교회와 연결시켰다. 추방 및 가톨릭 공격에 대한 대응으로 달 에런은 벨파스트 상품 및 은행 보이콧을 승인했다. '벨파스트 보이콧'은 IRA에 의해 시행되었는데, IRA는 벨파스트에서 오는 기차와 트럭을 멈추고 상품을 파괴했다.
갈등은 2년 동안 간헐적으로 계속되었는데, 주로 벨파스트에서 발생했으며, 개신교와 가톨릭 민간인 간의 "야만적이고 전례 없는" 공동체 폭력이 목격되었다. 폭동, 총격전, 폭탄 테러가 발생했다. 주택, 상점, 교회가 공격받았고 사람들은 직장과 혼합 거주 지역에서 추방되었다. 영국군이 배치되었고, 정규 경찰을 돕기 위해 얼스터 특별 경찰대 (USC)가 창설되었다. USC는 거의 전적으로 개신교로 구성되었으며, 일부 구성원은 가톨릭 신자들에 대한 보복 공격을 감행했다. 영국 육군 소령 (앰브로즈 리카르도)은 USC가 지역적으로 모집되었기 때문에 "개인적인 피의 복수는 몇 세대 동안 지속될 것"이라고 말했다. 1920년부터 1922년까지 북아일랜드에서 500명 이상이 사망했으며 10,000명 이상이 난민이 되었는데, 대부분이 가톨릭 신자였다. 얼스터 분쟁 (1920년~1922년) 참조.

### 티론/퍼매나 1921년 선거
북아일랜드 의회의 첫 선거(1921년 5월 24일)인 1921년 북아일랜드 총선에서 신 페인/민족주의당은 퍼매나-티론(단일 선거구였음)에서 민족주의 54.7%, 연합주의 45.3%의 다수를 차지했다. 1921년 9월 7일 로이드 조지가 아일랜드 공화국 대통령 에이먼 데 벌레라에게 보낸 티론주와 퍼매나주에 관한 서신에서 영국 총리는 "두 주를 그들의 의지에 반하여 북아일랜드에 강제 편입시키는 것"에 대한 그의 정부의 주장이 매우 약하다고 언급했다. 1921년 11월 28일 티론주와 퍼매나주 의회 모두 새로운 아일랜드 의회(달)에 충성을 맹세했다. 12월 2일 티론주 의회는 "...자의적이고 새롭고 보편적으로 부자연스러운 국경"을 공개적으로 거부했다. 그들은 새로운 국경에 반대하고 "이를 완화하기 위해 우리의 권리를 최대한 활용할 것"을 맹세했다. 1921년 12월 14일 영국 의회에서 연설하면서 영국 총리는 티론주와 퍼매나주를 북아일랜드에 포함시킬 가능성에 대해 "1920년 법 이후로 이 두 주 사람들의 대다수가 북부 의회에 있기보다 남부 이웃들과 함께 있기를 선호한다는 것은 의심할 여지가 없다"고 말했다. 1921년 12월 21일 퍼매나주 의회는 다음과 같은 결의안을 통과시켰다. "우리 퍼매나주 의회는 이 주에 있는 대다수 주민들의 명시된 열망에 비추어 벨파스트 분할 의회를 인정하지 않으며, 이로써 우리 서기에게 벨파스트 또는 영국 지방 정부 부서와 더 이상의 소통을 하지 않도록 지시하며, 우리는 달 에런에 충성을 맹세한다." 얼마 후, 오랜 기간 (1921-1943) 북아일랜드 내무부 장관을 역임한 도슨 베이츠는 두 주 의회 사무실을 (왕립 아일랜드 경찰대(RIC)에 의해) 압수하고, 주 공무원들을 추방하고, 주 의회를 해산하도록 승인했다. 새로 구성된 북아일랜드 내각은 북부 장관과 협력하기를 거부하는 모든 지방 자치 단체를 정지시키기로 결정했으며, 총 16개의 지방 자치 단체가 정지되었다.

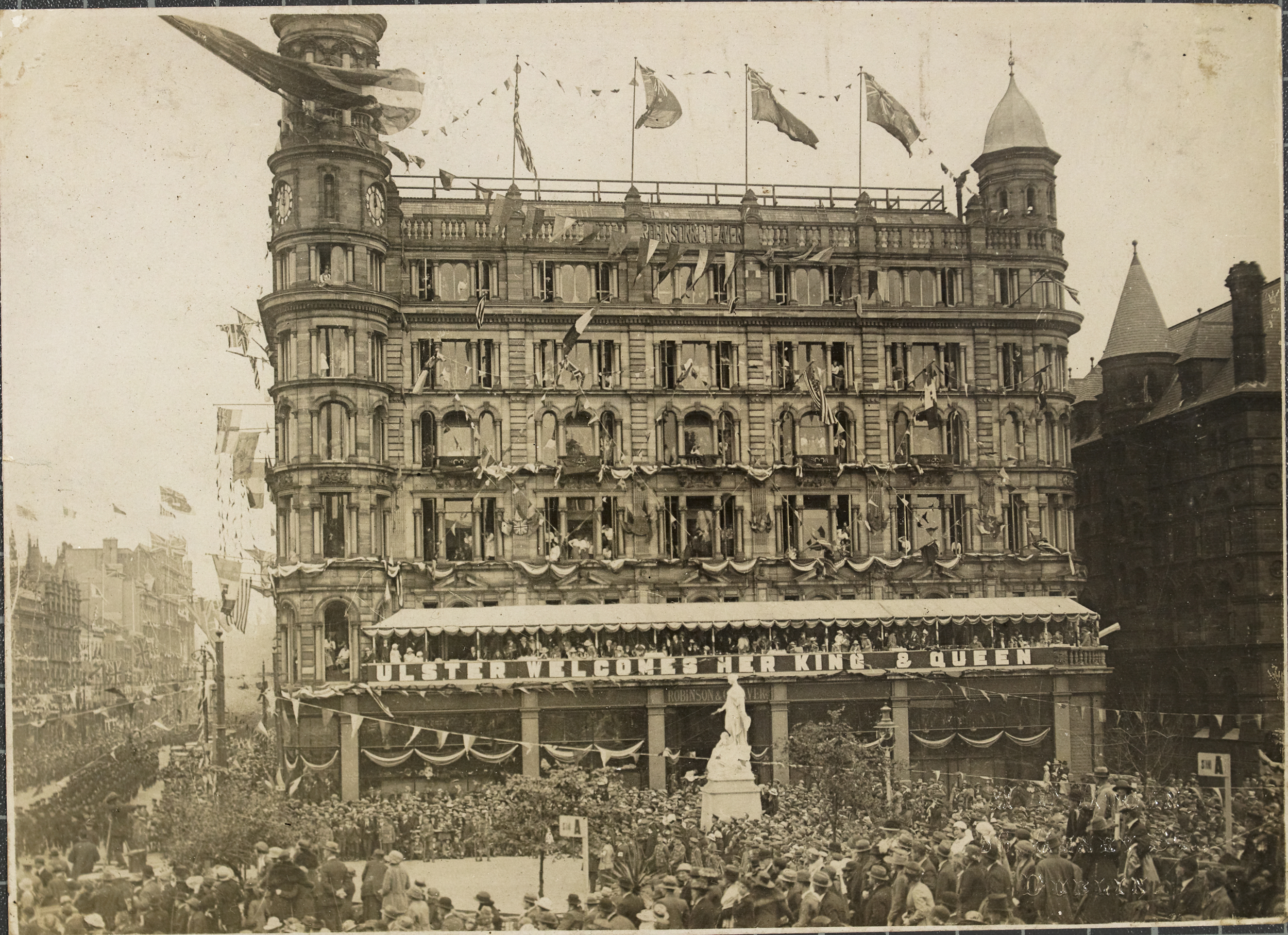
1921년 6월 22일, 북아일랜드 의회 개회식에 모인 벨파스트 군중

## 1920년 아일랜드 정부법
영국 정부는 1920년 초 아일랜드 정부 법안을 도입했고 그해 영국 의회의 단계를 통과시켰다. 이 법안은 아일랜드를 분할하여 영국 내에 두 개의 자치 영토를 만들고, 자체적인 양원제 의회와 양원 의원으로 구성된 아일랜드 의회를 설립할 예정이었다. 북아일랜드는 앞서 언급된 북동부 6개 주로 구성되고, 남아일랜드는 섬의 나머지 부분으로 구성될 예정이었다. 이 법은 11월 11일에 통과되었고 1920년 12월에 왕실 재가를 받았다. 이 법은 1921년 5월 3일에 발효될 예정이었다. 5월 24일 북아일랜드와 남아일랜드 의회 선거가 실시되었다. 연합주의자들은 북아일랜드에서 대부분의 의석을 차지했다. 북아일랜드 의회는 6월 7일에 처음 회의를 열었고, 연합주의당 지도자 제임스 크레이그가 이끄는 첫 자치 정부를 구성했다. 공화주의자와 민족주의자 의원들은 참석을 거부했다. 조지 5세는 6월 22일 북아일랜드 의회의 공식 개회식에서 연설했다. 한편, 신 페인은 남아일랜드 선거에서 압도적인 다수를 차지했다. 그들은 두 선거 모두 달 에런을 위한 선거로 간주했으며, 선출된 의원들은 달 에런과 아일랜드 공화국에 충성을 맹세하여 "남아일랜드"를 무력화시켰다. 남아일랜드 의회는 단 한 번 회의를 열었으며, 4명의 연합주의자가 참석했다.
1921년 5월 5일, 얼스터 연합주의 지도자 제임스 크레이그 경은 더블린 근처에서 에이먼 데 벌레라 신 페인 당 대표와 비밀리에 만났다. 각자는 자신의 입장을 재확인했지만, 새로운 합의는 이루어지지 않았다. 5월 10일 데 벌레라는 달 에런에 이 만남이 "...아무런 의미가 없었다"고 말했다. 그해 6월, 영국-아일랜드 전쟁의 휴전 직전에 데이비드 로이드 조지는 아일랜드 대통령 데 벌레라를 런던 회담에 초청했는데, 북아일랜드의 새로운 총리 제임스 크레이그와 동등한 자격으로 참석했다. 데 벌레라의 다음 협상에서의 정책은 얼스터의 미래는 두 주권 국가 간에 해결되어야 할 아일랜드-영국 문제이며, 크레이그는 참석해서는 안 된다는 것이었다. 7월 11일 휴전이 발효된 후, USC는 동원 해제되었다 (1921년 7월 – 11월). 휴전 후 연설에서 로이드 조지는 데 벌레라에게 '협상을 통해 공화국을 달성하는 것은 불가능하다'는 점을 분명히 했다.

7월 20일, 로이드 조지는 데 벌레라에게 다음과 같이 추가 선언했다. 
정착의 형태는 아일랜드 자체에 달려 있을 것이다. 이는 북아일랜드 의회의 기존 권한과 특권을 전적으로 인정해야 하며, 이는 그들의 동의 없이는 폐지될 수 없다. 영국 정부는 모든 계층과 신조의 아일랜드인들 간의 조화로운 협력의 필요성이 아일랜드 전역에서 인정되기를 진심으로 희망하며, 이러한 수단으로 통일이 달성되는 날을 환영할 것이다. 그러나 그러한 공동 행동은 강제로 확보될 수 없다.

 이에 대해 데 벌레라는 다음과 같이 썼다. 
우리는 이 두 섬 사람들 사이에 지속적인 평화를 가져오는 데 가장 진심으로 도움을 주기를 바라지만, 아일랜드의 본질적인 통일성을 부정하고 국가 자결의 원칙을 제쳐둔다면 그 목표에 도달할 어떤 길도 보이지 않는다.

법이 통과된 날 하원에서 연설하면서 조 데블린 (민족주의당)은 벨파스트 서부를 대표하여 아일랜드가 깊은 불안 상태에 있을 때 북아일랜드 의회 설립과 분할에 대한 많은 민족주의자들의 감정을 요약했다. 데블린은 다음과 같이 말했다. 
"우리에게 무슨 일이 일어날지 미리 알고 있으며, 따라서 우리가 살 수 있도록 허락받기 위해서라도 싸워야 할 길고 긴 싸움을 준비하는 것이 좋다." 그는 정부가 "...우리 국민의 이익을 보호하기 위한 단 한 조항도 삽입하지 않았다"고 비난했다. "이것은 뿔뿔이 흩어진 소수민족의 이야기가 아니다... 이것은 울부짖는 여성들, 굶주린 아이들, 쫓기는 남성들, 영국에서는 집이 없고 아일랜드에서는 집 없는 사람들의 이야기이다. 그들이 의회를 갖지 않았을 때 우리가 이런 대우를 받는다면, 그들이 부와 권력을 확고히 갖춘 그 무기를 가졌을 때는 무엇을 기대할 수 있겠는가? 그들이 영국의 소총으로 무장하고, 정부의 권위를 입고, 제국의 위풍을 두르면, 우리에게는 얼마나 자비와 동정, 하물며 정의나 자유가 주어질 것인가? 그것이 내가 얼스터 의회에 대해 말해야 할 전부이다."

얼스터 연합당 정치인 찰스 크레이그 (제임스 크레이그 경의 형제)는 이 법의 통과와 북아일랜드 독립 의회 설립의 중요성에 대한 많은 연합주의자들의 감정을 분명히 밝혔다. 
"이 법안은 우리가 싸웠던 모든 것, 우리가 무장했던 모든 것, 그리고 1913년과 1914년에 의용군을 동원하여 획득하고자 했던 모든 것을 우리에게 준다... 하지만 우리는 이 나라에 많은 적들을 가지고 있으며, 자체 의회 없는 얼스터는 훨씬 강력한 위치에 있지 않을 것이라고 느낀다... 특히 정부 기구들이 이미 존재했던 곳에서는... 우리는 아무도 두려워하지 않을 것이며, 절대적인 안보의 위치에 있을 것이다."

연합주의 폭력의 위협과 얼스터의 분리 독립 지위 달성에 대해 윈스턴 처칠은 "...만약 얼스터가 단순히 헌법적 선동에만 국한했다면, 더블린 의회에 포함되는 것을 피하기는 극히 어려웠을 것"이라고 생각했다. 처칠은 분할이 여론에 미치는 부정적인 영향을 고려했다. "얼스터는 영국 국내외 제국 전체의 여론을 분열시킨다. 이는 우리에 대한 미국의 여론을 통합시킨다... 우리의 얼스터 사례는 좋지 않다."

## 영국-아일랜드 조약

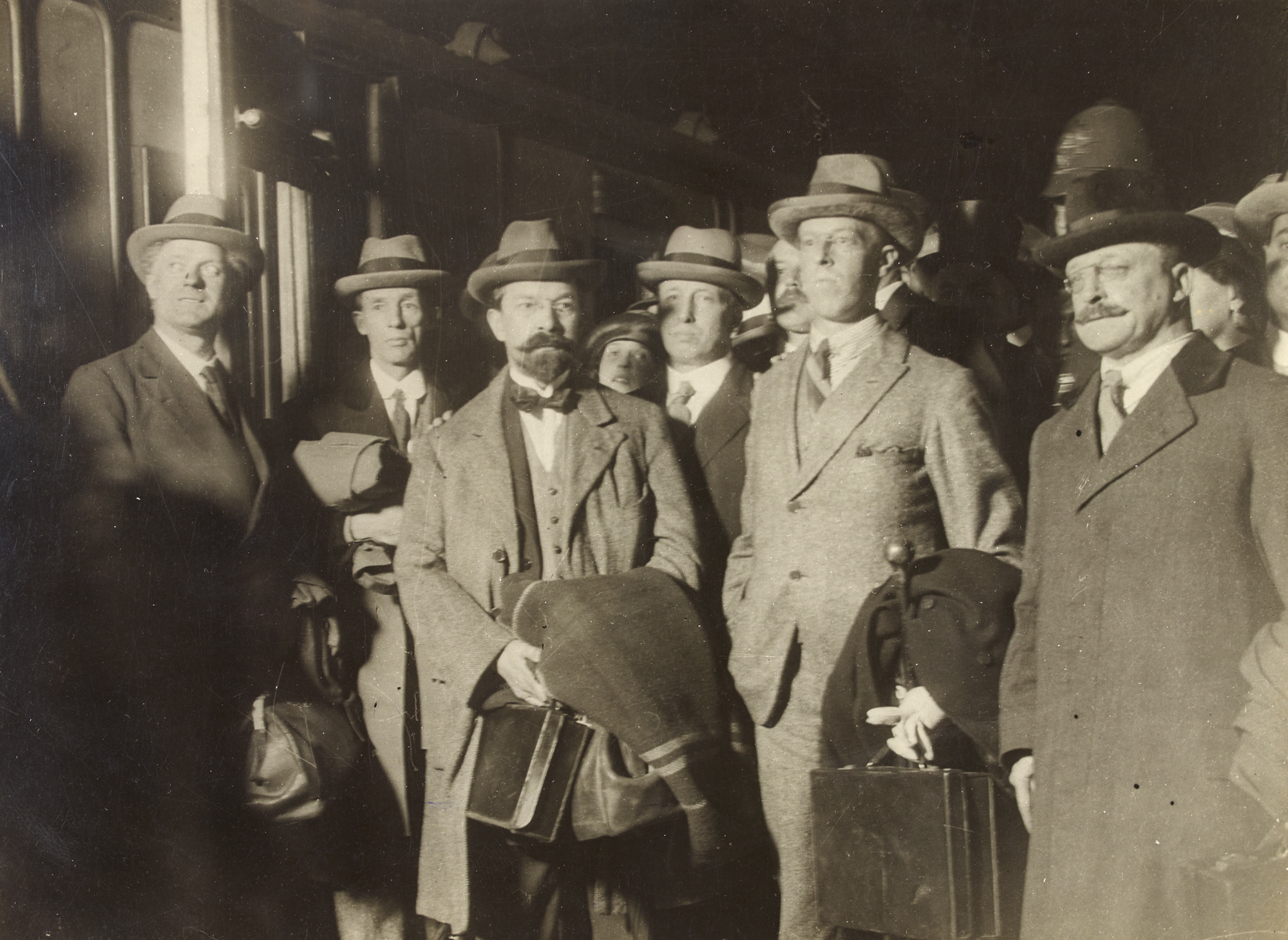
1921년 12월 아일랜드로 돌아온 아일랜드 협상 위원회 구성원들

아일랜드 독립 전쟁은 영국 정부와 아일랜드 공화국 대표들 간의 영국-아일랜드 조약으로 이어졌다. 양측 간의 협상은 1921년 10월부터 12월까지 진행되었다. 영국 대표단은 데이비드 로이드 조지, 윈스턴 처칠, 오스틴 체임벌린, 버켄헤드 경과 같은 숙련된 의원/토론가들로 구성되어 신 페인 협상가들보다 분명한 우위를 가졌다. 이 조약은 1921년 12월 6일에 서명되었다. 조약 조건에 따라 남아일랜드 영토는 1년 이내에 영국을 떠나 아일랜드 자유국이라는 자치 자치령이 될 예정이었다. 이 조약은 아일랜드 자유국 헌법법 1922를 통해 영국에서 법적 효력을 얻었으며, 달 에런의 비준을 통해 아일랜드에서 효력을 얻었다. 전자의 법에 따라 1922년 12월 6일 오후 1시, 조지 5세는 (버킹엄궁에서 추밀원 회의에서) 새로운 아일랜드 자유국을 설립하는 선언문에 서명했다.
조약에 따르면, 북아일랜드 의회는 자유국 탈퇴 여부를 투표할 수 있었다. 조약 제12조에 따라 북아일랜드는 국왕에게 서신을 제출하여 아일랜드 자유국에 속하지 않도록 요청함으로써 탈퇴할 수 있었다. 조약이 비준되면 북아일랜드 의회는 한 달 (얼스터 달이라고 불림) 동안 이 탈퇴를 행사할 수 있었으며, 이 기간 동안 아일랜드 정부법의 조항은 북아일랜드에 계속 적용되었다. 변호사이자 법률 저술가인 오스틴 모건에 따르면, 조약의 문구는 아일랜드 자유국이 일시적으로 아일랜드 섬 전체를 포함하는 듯한 인상을 주었지만, 법적으로 조약의 조건은 26개 주에만 적용되었으며, 자유국 정부는 북아일랜드에서 어떤 권한도 (원칙적으로도) 가진 적이 없었다. 1922년 12월 7일 북아일랜드 의회는 조지 5세에게 그 영토가 아일랜드 자유국에 포함되지 않도록 요청하는 서신을 승인했다. 이 서신은 다음 날 국왕에게 제출되었고, 아일랜드 자유국 (협정) 법 1922년 제12조 조항에 따라 발효되었다. 조약은 또한 국경 위원회에 의한 국경 재조정을 허용했다.

### 조약에 대한 연합주의자들의 반대
북아일랜드 총리 제임스 크레이그 경은 영국-아일랜드 조약의 일부 측면에 반대했다. 1921년 12월 14일 오스틴 체임벌린에게 보낸 서신에서 그는 다음과 같이 말했다.
우리는 북아일랜드를 자동으로 아일랜드 자유국에 편입시키려는 귀 정부의 선언된 의도에 항의한다. 이는 11월 25일 합의된 성명서에서의 약속에 어긋날 뿐만 아니라, 국민의 자유에 관한 제국의 일반 원칙에도 적대적이다. 얼스터에게 탈퇴할 권리가 주어졌다는 것은 사실이지만, 이는 아일랜드 자유국에 자동 편입된 후에만 가능하다. [...] 우리는 이것이 신 페인의 요구, 즉 그들의 대표가 아일랜드 전체의 대표로 인정되어야 한다는 요구에 대한 항복이라고 추측할 수밖에 없으며, 우리는 이 요구를 단 한 순간도 인정할 수 없다. [...] 1920년 법의 원칙은 완전히 위반되었으며, 아일랜드 자유국은 제국에 대한 많은 책임에서 해방되었다. [...] 우리는 우리의 결정이 유니언 잭을 훼손할 필요성을 피할 것이라는 점에 기쁘게 생각한다.

### 아일랜드 정부법 및 영국-아일랜드 조약에 대한 민족주의자들의 반대
1920년 3월 윌리엄 레몬 의원이자 제1차 세계 대전 참전 용사는 영국 하원 동료들에게 1920년 아일랜드 정부법에 대해 다음과 같이 연설했다. 
나는 솜 등지에서 북아일랜드 출신 동포들과 어깨를 나란히 하고 싸웠던 것을 기쁘게 생각한다. 우리는 친해졌고, 집에 돌아오면 다시 다투지 않고, 우리의 조국을 위한 의회를 가지고 아일랜드에서 행복할 것이라고 생각했다. 우리는 전선에서 두 개의 아일랜드를 원하지 않았다. 우리는 북쪽에서 왔든 남쪽에서 왔든 하나의 아일랜드였다... 나는 아일랜드의 수천 명의 동포들과 마찬가지로 나 자신이 승리의 열매를 도둑맞았다고 느낀다. 우리는 당신을 믿었지만 당신은 우리를 배신했다.

1920년 아일랜드 정부법이 하원을 통과한 날 밤(1920년 11월 11일), 노스이스트 티론의 의원 토머스 하비슨은 얼스터의 분열과 아일랜드의 분할에 대한 자신의 감정을 분명히 밝혔다. 
현재 우리 얼스터 민족주의자들은 얼스터 9개 주 의회 중 5개를 장악하고 있다. 티론은 민족주의 주 의회이며, 퍼매나도 그렇고 캐번, 모너핸, 더니골도 그렇다. 티론과 퍼매나는 파렴치한 게리맨더링 시스템에 맞서 싸워 획득했다. 우리는 그 게리맨더링에도 불구하고 승리했다. 우리는 35년 동안 싸웠고, 이제 이 법안에 의해 아일랜드의 나머지 부분으로부터 단절되어 또 다른 게리맨더링 시스템에 의해 영원한 노예 상태로 던져질 것이다. 벨파스트에 제안된 의회에서 우리는 거의 50만 명의 인구를 대표하지만, 50개 또는 52개 의석 중 8개 또는 9개 이상의 의석을 차지하지 못할 것이다.
하비슨은 (게리맨더링 때문에) 티론주 민족주의자들이 "이 법이 시행되는 것을 막기 위해 모든 형태의 저항을 사용하는 것이 법적으로 정당하다"고 말했으며, 이 법은 "얼스터 북동쪽 구석에 있는 편협한 반동주의자들의 지시에 불과하며, 그들은 우리를 영원히 그들의 발밑에 둘 것"이라고 말했다.

마이클 콜린스는 이 조약을 협상하여 내각, 달 에런 (1922년 1월 7일 64대 57로), 그리고 국민 투표를 통해 승인받았다. 그럼에도 불구하고 이 조약은 에이먼 데 벌레라에게는 받아들일 수 없었고, 그는 이를 막기 위해 아일랜드 내전을 이끌었다. 콜린스는 민주주의와 다수결 원칙에 대한 약속을 기반으로 새로운 아일랜드 자유국 헌법 초안을 작성하는 데 주로 책임이 있었다.
데 벌레라의 소수파는 결과에 구속되기를 거부했다. 이제 콜린스는 아일랜드 정치에서 지배적인 인물이 되었고, 데 벌레라는 외부에 남게 되었다. 주요 논쟁은 남아일랜드에 대한 제안된 자치령 지위(충성 서약과 충성심으로 대표됨)가 독립적인 전 아일랜드 공화국이 아닌 것에 초점을 맞췄지만, 계속되는 분할은 션 맥엔티와 같은 얼스터인들에게 중요한 문제였다. 그는 어떤 종류의 분할이나 재분할에도 강력히 반대했다. 조약 찬성 측은 제안된 국경 위원회가 북아일랜드의 넓은 지역을 자유국에 할양하여 남은 영토가 경제적으로 실행 불가능하게 만들 것이며 결국 섬의 나머지 부분과 통일을 선택하게 될 것이라고 주장했다. 조약 체결 직후 아일랜드 외무부 장관 아서 그리피스는 차관(로버트 브레넌)에게 분할 조항에 대해 "그것은 분할을 의미하지 않는다. 12조에 따라 우리는 6개 주 중 최소 두 주, 즉 티론과 퍼매나를 얻을 것이며, 아마도 남부 아르마와 남부 다운과 같은 다른 지역들도 얻을 것이다."라고 말했다. 1922년 4월 콜린스는 티론주의 IRA에게 "조약을 파괴해야 할지라도 분할은 결코 인정되지 않을 것"이라고 말했다. 1922년 10월, 아일랜드 자유국 정부는 북동부 국경국(NEBB)을 설립했는데, 이 정부 기관은 1925년까지 북아일랜드 지역을 자유국으로 이전해야 한다고 주장하는 56상자 분량의 파일을 준비했다. 1925년 북아일랜드 총선을 앞두고 크레이그는 얼스터의 더니골주를 새로운 북부 국가에 포함시킬 것을 촉구했으며, 북부가 1920-22년의 혼란으로 돌아갈 수 있다고 경고했다.
데 벌레라는 1921년 12월에 "문서 2호"로 알려진 자신의 조약 초안을 작성했다. "북동부 얼스터 부록"은 그가 당분간 1920년 분할을 수용했으며, 북아일랜드에 관한 조약의 나머지 서명된 내용을 수용했음을 나타낸다.
아일랜드 의회의 최고 권한으로부터 아일랜드의 어떤 부분도 배제될 권리가 없다는 점을 인정하지 않으며, 아일랜드 의회와 아일랜드 내 어떤 하위 입법부 간의 관계가 아일랜드 외부 정부와의 조약 대상이 될 수 없다는 점도 인정하지 않지만, 내부 평화를 진심으로 존중하며, 현재 국가 권한을 받아들이기를 꺼리는 얼스터 지방의 상당 부분에 힘이나 강압을 가하고 싶지 않다는 우리의 열망을 분명히 하기 위해, 우리는 1920년 영국 아일랜드 정부법에서 북아일랜드로 정의된 얼스터 부분에 대해 1921년 12월 6일 런던에서 서명된 영국과 아일랜드 간 "조약 합의 조항"에 명시된 것보다 적지 않은 특권과 안전 장치를 부여할 준비가 되어 있다.

### 크레이그-콜린스 협정 및 얼스터 월 논쟁
1922년 초, 북아일랜드와 남아일랜드의 두 지도자는 크레이그-콜린스 협정으로 불리는 두 가지 협정에 동의했다. 두 협정 모두 북아일랜드에 평화를 가져오고 분할 문제를 다루기 위해 고안되었다. 두 협정 모두 무산되었고, 이후 40년 이상 북아일랜드와 남아일랜드 정부 지도자들이 만난 것은 이때가 마지막이었다. 다른 문제들 중에서도 첫 번째 협정(1922년 1월 21일)은 남부의 북부 상품에 대한 지속적인 "벨파스트 보이콧"을 끝내고 벨파스트 공장과 조선소에서 강제로 해고된 수천 명의 가톨릭 신자들에게 일자리를 돌려줄 것을 요구했다 ( 얼스터 분쟁 (1920년~1922년) 참조). 콜린스는 북아일랜드의 권한을 그대로 유지하면서 통일 아일랜드 헌법을 작성할 아일랜드의 모든 선출된 대표자들의 회의를 개최할 것을 제안했다. 크레이그가 연합주의 지도자들과 만났을 때, 제안된 회의에 대한 논의는 없었다. 두 번째 협정은 북아일랜드 내 모든 IRA 활동의 중단과 두 공동체를 대표할 특별 경찰력의 설립을 요구하는 10개 조항으로 구성되었다. 제7조는 북아일랜드 정부가 영국-아일랜드 조약에서 탈퇴할 옵션을 행사하기 전에 회의를 개최할 것을 요구했다. 회의의 목적은 "...아일랜드 통일을 확보할 수 있는 방법이 고안될 수 있는지, 또는 그렇지 못한 경우 국경 위원회에 의존하지 않고 국경 문제에 대한 합의에 도달할 수 있는지" 여부였다.
이 조약에는 북아일랜드 의회가 아일랜드 자유국에서 탈퇴할 수 있는 한 달, 즉 "얼스터의 달"이 명시되어 있었다. 이 조약은 이 한 달이 영국-아일랜드 조약이 비준된 날(1922년 3월 아일랜드 자유국(협정) 법을 통해)부터 시작되어야 하는지, 아니면 아일랜드 자유국 헌법이 승인되고 자유국이 설립된 날(1922년 12월 6일)부터 시작되어야 하는지 모호했다.
1922년 3월 21일 아일랜드 자유국(협정) 법안이 논의될 때, 얼스터의 달이 아일랜드 자유국(협정) 법이 통과된 시점부터 시작되며 아일랜드 자유국을 설립할 법안의 통과 시점부터 시작되지 않도록 하는 수정안이 제안되었다. 본질적으로, 수정안을 제출한 사람들은 북아일랜드가 아일랜드 자유국에서 탈퇴할 권리를 행사할 수 있는 달을 앞당기기를 원했다. 그들은 북아일랜드가 더 일찍 탈퇴할 수 있다면 새로운 아일랜드 국경에서의 불안이나 문제를 해결하는 데 도움이 될 것이라는 근거로 이러한 견해를 정당화했다. 상원에서 솔즈베리 후작은 다음과 같이 주장했다.
북아일랜드의 무질서는 극심하다. 정부는 얼스터 국경 지역에서 존재하는 짜증스러운 감정을 완화하는 데 도움이 될 양보를 거부하지 않을 것이다... 법안이 법으로 통과되면 얼스터는 기술적으로 자유국의 일부가 될 것이다. 물론 자유국은 법 조항에 따라 얼스터에서 권한을 행사할 수 없을 것이다. 하지만 기술적으로 얼스터는 자유국의 일부가 될 것이다.... 얼스터가 잠시라도 혐오하는 자유국 아래 놓이는 것보다 얼스터의 감정을 더욱 고조시키는 것은 없을 것이다.

영국 정부는 얼스터의 달이 아일랜드 자유국이 설립된 날부터 시작되어야 하며 그 전이 아니라고 보았고, 정부의 필 자작은 다음과 같이 언급했다.
폐하의 정부는 얼스터가 첫 기회에 탈퇴할 것이 확실하다고 가정하고 싶지 않았다. 그들은 얼스터가 탈퇴할지 말지를 결정하기 전에 자유국 전체 헌법을 살펴볼 기회를 갖지 말아야 한다고 말하고 싶지 않았다.

필 자작은 정부가 모호성을 피하고 아일랜드 자유국(협정) 법안에 얼스터 달이 아일랜드 자유국을 설립하는 법이 통과된 시점부터 시작되어야 한다는 단서를 추가하기를 원한다고 계속해서 말했다. 그는 또한 남아일랜드 의회가 그 해석에 동의했으며, 아서 그리피스도 북아일랜드가 결정하기 전에 아일랜드 자유국 헌법을 볼 기회를 갖기를 원한다고 언급했다.
버켄헤드 경은 상원 토론에서 다음과 같이 언급했다.
그러나 얼스터의 대의를 아무리 강력하게 지지한다고 해도, 헌법에서 최종적으로 돌이킬 수 없이 탈퇴하기 전에, 그녀가 탈퇴하는 헌법을 볼 수 없었다면, 그것을 참을 수 없는 불만으로 여겼을 것이다.

### 북아일랜드 탈퇴

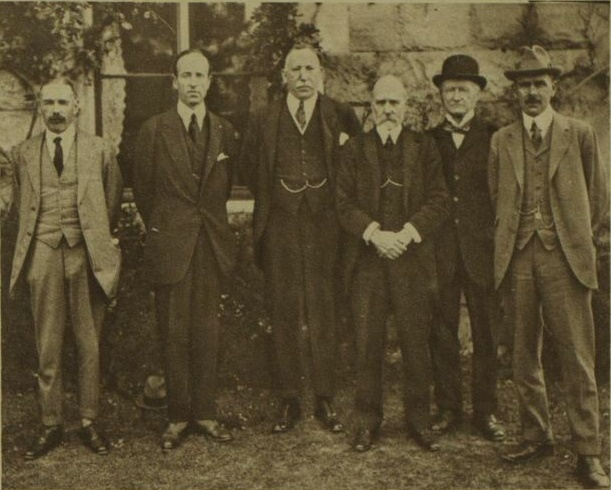
제임스 크레이그 (중앙)와 초대 북아일랜드 정부 구성원들

이 조약은 "북아일랜드를 아일랜드 자유국에 포함시키는 절차를 밟으면서도 탈퇴 조항을 제공했다." 북아일랜드가 탈퇴를 행사할 것이 확실했다. 북아일랜드 총리 제임스 크레이그 경은 1922년 10월 북아일랜드 하원에서 연설하면서 "12월 6일이 지나면 우리가 자유국에서 탈퇴할지 남을지를 선택해야 하는 달이 시작된다"고 말했다. 그는 1922년 12월 6일 이후 가능한 한 빨리 선택해야 한다고 말했는데, "우리가 조금도 망설이지 않았다는 것을 세상에 알리기 위해서"였다. 1922년 12월 7일, 아일랜드 자유국 설립 다음 날, 북아일랜드 의회는 아일랜드 자유국에서 탈퇴하기 위해 국왕에게 다음과 같은 상소문을 제출하기로 결의했다.
가장 은혜로우신 폐하, 폐하의 가장 충성스러운 신민인 북아일랜드 의회의 상원 의원 및 하원 의원들은 1922년 아일랜드 자유국 헌법법의 통과를 알게 되었으며, [...] 이 겸손한 상소문을 통해 폐하께 아일랜드 자유국 의회 및 정부의 권한이 더 이상 북아일랜드에 미치지 않도록 기도합니다.

의회에서 상소문에 대한 논의는 짧았다. 상소문에 대한 분할이나 투표 요청은 없었으며, 이는 헌법법으로 묘사되었고 이후 북아일랜드 상원에 의해 승인되었다. 크레이그는 그날 저녁 1922년 12월 7일 밤배를 타고 상소문을 담은 기념물과 함께 런던으로 떠났다. 조지 5세는 다음 날 그것을 받았다.
만약 북아일랜드 의회가 그러한 선언을 하지 않았다면, 조약 제14조에 따라 북아일랜드, 그 의회 및 정부는 계속 존재했을 것이지만, 아일랜드 의회는 아일랜드 정부법에 따라 북아일랜드에 위임되지 않은 문제에 대해 북아일랜드에 입법할 관할권을 가졌을 것이다. 이는 결코 현실이 되지 않았다. 1922년 12월 13일, 크레이그는 북아일랜드 의회에 연설하여 국왕이 의회의 상소문을 수락했으며 영국 및 자유국 정부에 통보했다고 알렸다.

### 세관 검문소 설치
아일랜드 자유국이 1922년 말에 설립되었지만, 조약에서 구상된 국경 위원회는 1924년까지 회의를 열지 않았다. 그 공백 기간 동안 상황은 정체되지 않았다. 1923년 4월, 독립 4개월 만에 아일랜드 자유국은 국경에 세관 장벽을 설치했다. 이는 국경을 통합하는 중요한 단계였다. "최종적인 위치는 제쳐두고, 세관 장벽을 부과함으로써 기능적 차원은 실제로 자유국에 의해 강조되고 있었다."

## 국경 위원회

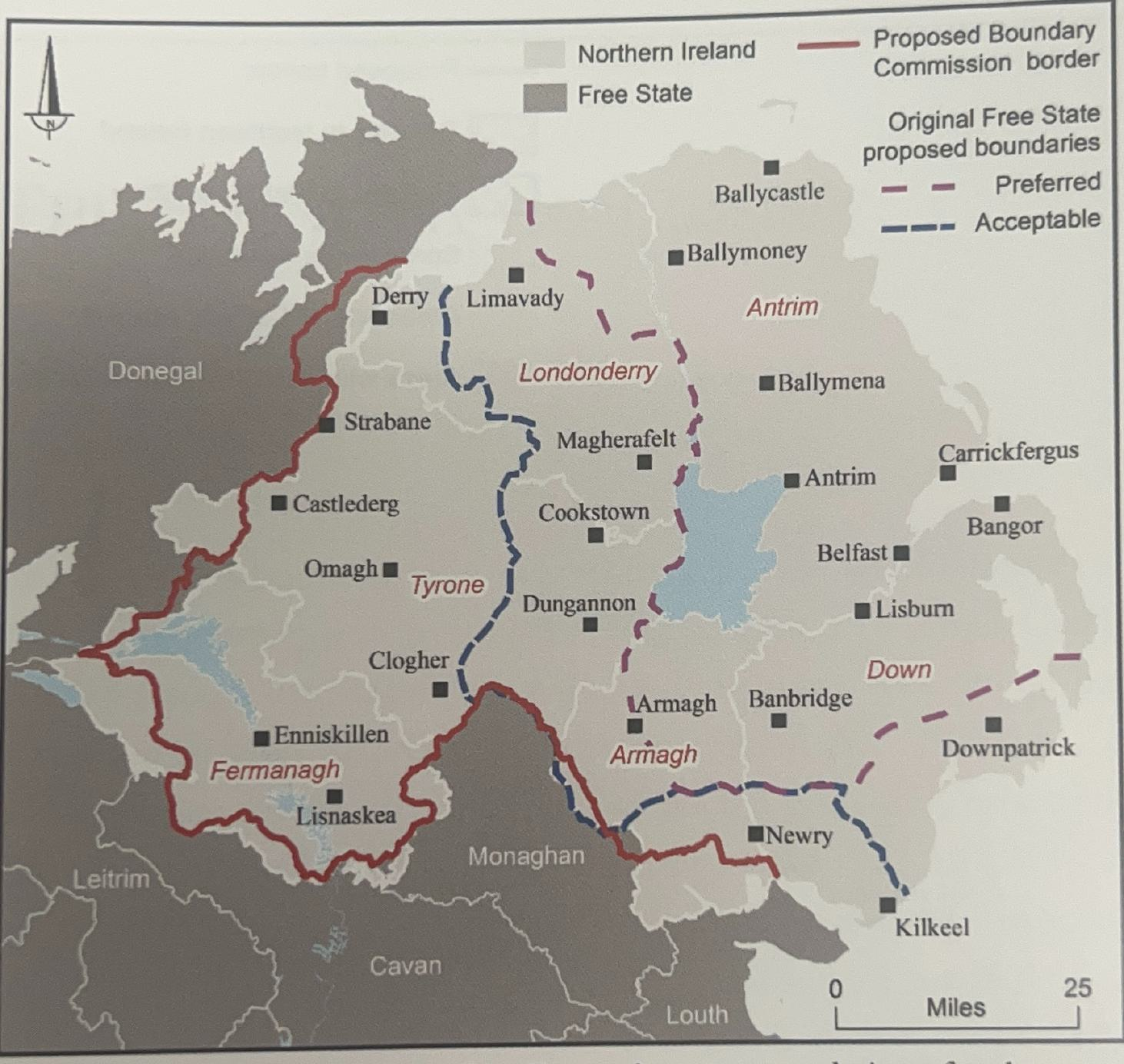
북동부 국경국 권고안 (1923년 5월)

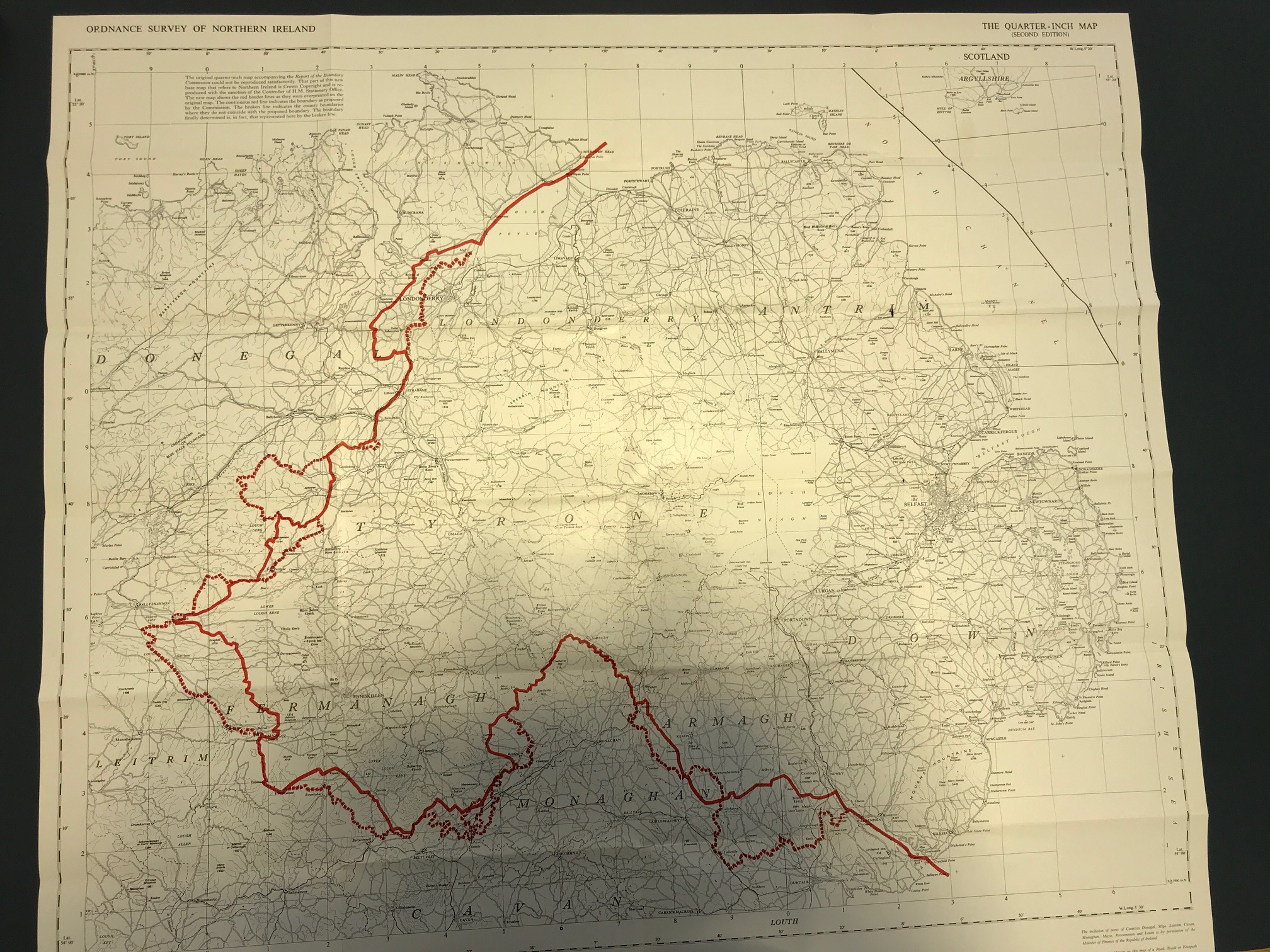
국경 위원회가 제안한 국경 변경안

영국-아일랜드 조약 (1921년 12월 6일 서명)에는 "...경제적, 지리적 조건과 양립할 수 있는 한, 주민의 의사에 따라..." 국경을 정할 국경 위원회를 설립한다는 조항 (12조)이 포함되어 있었다. 1922년 10월 아일랜드 자유국 정부는 국경 위원회를 위한 자료를 준비하기 위해 북동부 국경국을 설립했다. 이 기관은 광범위한 작업을 수행했지만 위원회는 56상자 분량의 자료를 검토하는 것을 거부했다. 조약 찬성파와 반대파 모두 자유국의 대부분 지도자들은 위원회가 퍼매나주, 티론주, 사우스 런던데리, 사우스 아르마, 사우스 다운, 데리 시와 같은 민족주의 지역을 자유국에 할당할 것이며, 북아일랜드의 잔여 영토는 경제적으로 실행 불가능해져 결국 섬의 나머지 부분과 통일을 선택할 것이라고 가정했다.
제12조의 조건은 모호했다. "주민의 의사"를 결정할 시간표나 방법이 정해지지 않았다. 제12조는 국민 투표를 명시적으로 요구하거나 위원회 소집 시기를 지정하지 않았다 (위원회는 1924년 11월까지 회의를 열지 않았다). 북부 반분할주의자이자 (미래의 국회의원) 카히르 힐리는 북동부 국경국과 협력하여 민족주의 지역을 북아일랜드에서 제외할 근거를 마련했다. 힐리는 더블린 정부에 퍼매나주와 티론주에서 국민 투표를 주장할 것을 촉구했다. 1924년 12월까지 위원회 의장(리처드 피탐)은 국민 투표 사용을 단호히 배제하고 국경 변경은 북부 국가를 완전히 존속 가능하게 해야 한다고 분명히 밝혔다. 남아일랜드에서는 새로운 의회가 조약 조건에 대해 격렬하게 논의했지만, 분할 문제에는 매우 적은 시간 (338쪽의 의사록 중 9쪽)을 할애했다. 위원회의 최종 보고서는 양방향으로 영토를 소폭 이전할 것을 권고했을 뿐이었다.

### 위원회 구성
위원회는 영국 정부를 대표하는 리처드 피탐 판사 세 명으로만 구성되었다. 피탐은 옥스퍼드 졸업생이자 판사였다. 1923년 피탐은 남아프리카 공화국 고등 판무관의 법률 고문이었다.
아일랜드 정부의 교육부 장관 이오인 맥닐은 아일랜드 정부를 대표했다. 1913년에 맥닐은 아일랜드 의용군을 설립했으며, 1916년에는 의용군에게 부활절 봉기에 참여하지 말라는 반대 명령을 내렸는데, 이는 봉기에 참여한 인원수를 크게 제한했다. 처형 전날, 봉기 지도자 톰 클라크는 아내에게 맥닐에 대해 경고했다. "나는 우리 사람들이 그의 배신을 알도록 해주고 싶다. 그는 이 나라의 국가 생활에 다시는 돌아오지 못하게 해야 한다. 왜냐하면 그가 돌아온다면 위기 상황에서 분명히 배신할 것이기 때문이다. 그는 약한 남자이지만, 그를 정당화하기 위한 모든 노력이 이루어질 것임을 안다."
조지프 R. 피셔는 북아일랜드 정부를 대표하기 위해 영국 정부에 의해 임명되었다 (북아일랜드 정부가 구성원을 지명하기를 거부한 후). 피셔의 선정이 기존 국경에 최소한의 (또는 전혀) 변화만 가져올 것임을 보장했다고 주장되었다. 1923년 제임스 크레이그 북아일랜드 초대 총리와의 대화에서 영국 총리 볼드윈은 위원회의 미래 구성에 대해 언급했다. "만약 위원회가 주를 양보한다면, 물론 얼스터는 그것을 받아들일 수 없을 것이고 우리는 그녀를 지지할 것이다. 하지만 정부는 북아일랜드의 적절한 대표를 지명할 것이며, 우리는 그와 피탐이 올바른 일을 할 것이라고 희망한다." 1924년 9월 윈스턴 처칠은 (정치 직책을 떠나 있을 때) 아일랜드 분할에 대한 자신의 감정을 분명히 밝힌 연설을 했다. "한쪽에는 점점 더 공화주의로 기울어지는 가톨릭 신자들이 있을 것이고, 다른 쪽에는 영국 제국과 유니언 잭에 확고히 붙어 있는 개신교 신자들이 있을 것이다... 아일랜드 국가적 염원에 이보다 더 재앙적인 결과는 없을 것이다..."
소규모 5인 팀이 위원회 업무를 지원했다. 피탐은 정부 관계자들에게 위원회 업무를 잘 알렸다고 전해진 반면, 맥닐은 아무에게도 상의하지 않았다. 국경 위원회 보고서가 유출되면서(1925년 11월 7일), 맥닐은 위원회와 자유국 정부 모두에서 사임했다. 그가 떠나자 자유국 정부는 맥닐이 "가장 적합한 위원은 아니었다"고 인정했다. 유출된 보고서의 출처는 일반적으로 피셔에 의한 것으로 추정되었다. 위원회의 보고서는 1969년이 되어서야 전문이 공개되었다.

### 전쟁 부채 탕감 및 최종 합의
아일랜드 자유국, 북아일랜드, 영국 정부는 보고서를 비공개하고 현 상태를 수용하기로 합의했으며, 영국 정부는 자유국이 더 이상 영국의 국채(영국 측 주장은 1억 5,700만 파운드)를 분담할 필요가 없다는 데 동의했다. 윈스턴 처칠 재무장관은 아일랜드 전쟁 부채 탕감 조건에 대해 "재정 조항에 상당한 수정을 가했다"고 언급했다. 에이먼 데 벌레라는 영국에 대한 남부 정부 부채(전쟁 부채라고 불림) 탕감에 대해 다음과 같이 말했다. 자유국은 "우리가 빚지지 않은 빚을 갚기 위해 얼스터 원주민을 한 사람당 4파운드에 팔았다."
아일랜드 자유국, 북아일랜드, 영국 간의 최종 협정 (정부 간 협정)은 1925년 12월 3일에 스탠리 볼드윈 총리에 의해 그날 늦게 발표되었다. 이 협정은 "1925년 아일랜드 (협정 확인) 법"으로 제정되었고 12월 8일-9일 영국 의회에서 만장일치로 통과되었다. 달 에런은 1925년 12월 10일 보충법을 통해 71대 20으로 협정을 승인했다. 세 정부 간에 별도의 협정이 체결되면서 국경 위원회 보고서의 공개는 무의미해졌다. 위원회 위원 피셔는 연합주의 지도자 에드워드 카슨에게 중요한 지역이 아일랜드 정부에 양도되지 않았다고 말했다. "12개월 전에 우리가 이렇게 많은 것을 유지할 수 있다고 누군가가 제안했다면 나는 웃었을 것이다." 아일랜드 자유국 행정평의회 의장 윌리엄 코즈그레이브는 아일랜드 의회(달)에 "...북아일랜드 가톨릭 소수민족의 유일한 안보는 이제 이웃의 선의에 달려 있었다"고 알렸다.

## 분할 이후
두 정부는 아일랜드 평의회 해산에 동의했다. 아일랜드 양쪽 지도자들은 1965년까지 다시 만나지 않았다. 분할 이후, 아일랜드 공화주의자들과 민족주의자들은 분할을 끝내려 노력했고, 얼스터 충성파와 연합주의자들은 분할을 유지하려 노력했다. 조약 찬성파인 자유국 쿠만 나 응아달 정부는 국경 위원회가 북아일랜드를 너무 작아 존속 불가능하게 만들 것이라고 기대했다. 그들은 강력한 국가를 건설하고 북부 연합주의자들을 수용하는 데 집중했다. 조약 반대파인 피어너 팔은 아일랜드 통일을 핵심 정책 중 하나로 삼고 자유국 헌법 개정을 모색했다. 신 페인은 분할을 수용하는 것을 의미했기 때문에 자유국 기관의 정당성을 전적으로 거부했다. 북아일랜드에서 민족주의당은 연합주의 정부와 분할에 반대하는 주요 야당이었다. 다른 초기 반분할 그룹으로는 북부 민족 연맹 (1928년 결성), 통일 북부 평의회 (1937년 결성), 아일랜드 반분할 연맹 (1945년 결성)이 있었다. 1969년까지 북아일랜드에서는 복수 투표라는 선거 제도가 시행되었다. 복수 투표는 한 사람이 선거에서 여러 번 투표할 수 있도록 허용했다. 지방 선거와 북아일랜드 하원에서는 세금을 납부하는 사람(또는 납세자)만이 투표할 수 있었다. 사업주들은 종종 한 표 이상을 행사할 수 있었던 반면, 세금을 납부하지 않는 사람들은 투표권이 없었다. 남아일랜드에서는 1923년 선거법에 의해 달 에런 선거에서의 복수 투표가 폐지되었다.

### 아일랜드 헌법 1937년
데 벌레라는 1932년 더블린에서 집권했고, 새로운 아일랜드 헌법 초안을 작성했으며, 이는 1937년 국민 투표를 통해 아일랜드 자유국에서 채택되었다. 이 헌법의 제2조와 제3조는 '국가 영토'를 "아일랜드 섬 전체, 그 섬들 및 영해"로 정의했다. 이 국가는 '아일랜드'(영어)와 '에이레'(아일랜드어)로 명명되었고, 1938년 영국 법은 이 국가를 "에이레"라고 기술했다. 제2조와 제3조의 민족통일주의적 내용은 벨파스트 협정의 일환으로 1998년 제19차 헌법 개정에 의해 삭제되었다.

### 1939년-1940년 사보타주 캠페인
1939년 1월 IRA 군사위원회는 영국 정부에 분할을 끝내는 것을 목표로 영국과의 전쟁을 선포했다. "사보타주" 또는 S-계획은 1939년 1월부터 1940년 5월까지 잉글랜드에서만 진행되었다. 이 캠페인 동안 약 300건의 폭탄 테러/사보타주가 발생하여 10명이 사망하고 96명이 부상을 입었으며 사회 기반 시설에 상당한 피해를 입혔다. 이에 대응하여 영국 정부는 IRA와 연관된 것으로 의심되는 사람들을 추방할 수 있도록 허용하는 1939년 폭력 방지법을 제정했다. 아일랜드 정부는 1939-1998년 국가에 대한 범죄법을 제정하여 거의 천 명의 IRA 대원들이 재판 없이 투옥되거나 구금되었다.

### 1940년 영국의 통일 제안
제2차 세계 대전 중, 프랑스 공방전 이후 영국은 1940년 6월 북아일랜드 주민들을 고려하지 않고 아일랜드 통일에 대한 조건부 제안을 했다. 그들의 거부로 런던 정부와 더블린 정부 모두 이 문제를 공개하지 않았다. 아일랜드는 영국 선박이 대잠수함 작전을 위해 일부 항구를 사용할 수 있도록 허용하고, 독일인과 이탈리아인을 체포하고, 공동 방위 협의회를 설치하고, 비행을 허용했을 것이다. 그 대가로 아일랜드에는 무기가 제공되고 영국군은 독일 침공 시 협력할 것이다. 런던은 '통일 아일랜드 원칙'을 수용한다는 선언을 '통일이 조기에 달성되어 되돌릴 수 없는 사실이 될 것'이라는 약속의 형태로 했을 것이다. 제안의 제2항은 실질적이고 헌법적인 세부 사항을 처리하기 위한 공동 기구를 약속했다. '그 작업의 목적은 가능한 한 조기에 통일 정부의 모든 기구를 설립하는 것'이었다. 일본이 진주만을 공격한 다음 날(1941년 12월 8일) 처칠은 아일랜드 총리에게 아일랜드 통일을 간접적으로 제안하는 전보를 보냈다. "지금이 기회다. 지금 아니면 영원히! 다시 한번 나라를 세워라! 어디서든 당신이 원하는 곳에서 만나겠다." 두 총리 간의 회의는 열리지 않았고, 데 벌레라의 답변 기록도 없다. 이 제안은 1970년 데 벌레라의 전기에서 처음 공개되었다.

### 1942년–1973년
1942년~1944년 IRA는 북부 캠페인으로 알려진 북아일랜드 보안군에 대한 일련의 공격을 감행했다. 아일랜드 정부의 커라 캠프 아일랜드 공화주의자 구금은 IRA 캠페인의 효과를 크게 약화시켰다.
1949년 5월 존 코스텔로 총리는 북아일랜드 유권자의 다수가 원하는 한 분할을 확인하는 영국의 1949년 아일랜드법 조항에 강력히 반대하는 동의안을 달 에런에 제출했는데, 더블린에서는 이를 "연합주의자 거부권"이라고 불렀다.
존 E. 포거티 의원은 1950년 3월 29일 포거티 결의안의 주된 발의자였다. 이 결의안은 북아일랜드가 영국에 연간 1억 5천만 달러의 비용을 초래하고 있었으므로, 영국의 마셜 플랜 외교 원조를 중단할 것을 제안했다. 아일랜드 분할이 끝나면 마셜 원조가 재개될 것이었다. 1951년 9월 27일, 포거티의 결의안은 의회에서 206대 139로 부결되었고, 83명이 기권했다. 그의 동의안에 반대하는 일부 표를 흔든 요인은 아일랜드가 제2차 세계 대전 동안 중립을 유지했다는 점이었다.
1956년부터 1962년까지 IRA는 북아일랜드 국경 지역에서 국경 캠페인이라는 제한된 게릴라전을 수행했다. 이는 북아일랜드를 불안정하게 만들고 분할을 종식시키기 위한 목적이었으나 실패로 끝났다.
1965년, 숀 리머스 총리가 테런스 오닐 북아일랜드 총리를 만났다. 분할 이후 두 정부 수장이 만난 것은 처음이었다.
아일랜드 공화국과 영국은 1973년에 모두 유럽 경제 공동체에 가입했다.

### 북아일랜드 분쟁과 벨파스트 협정

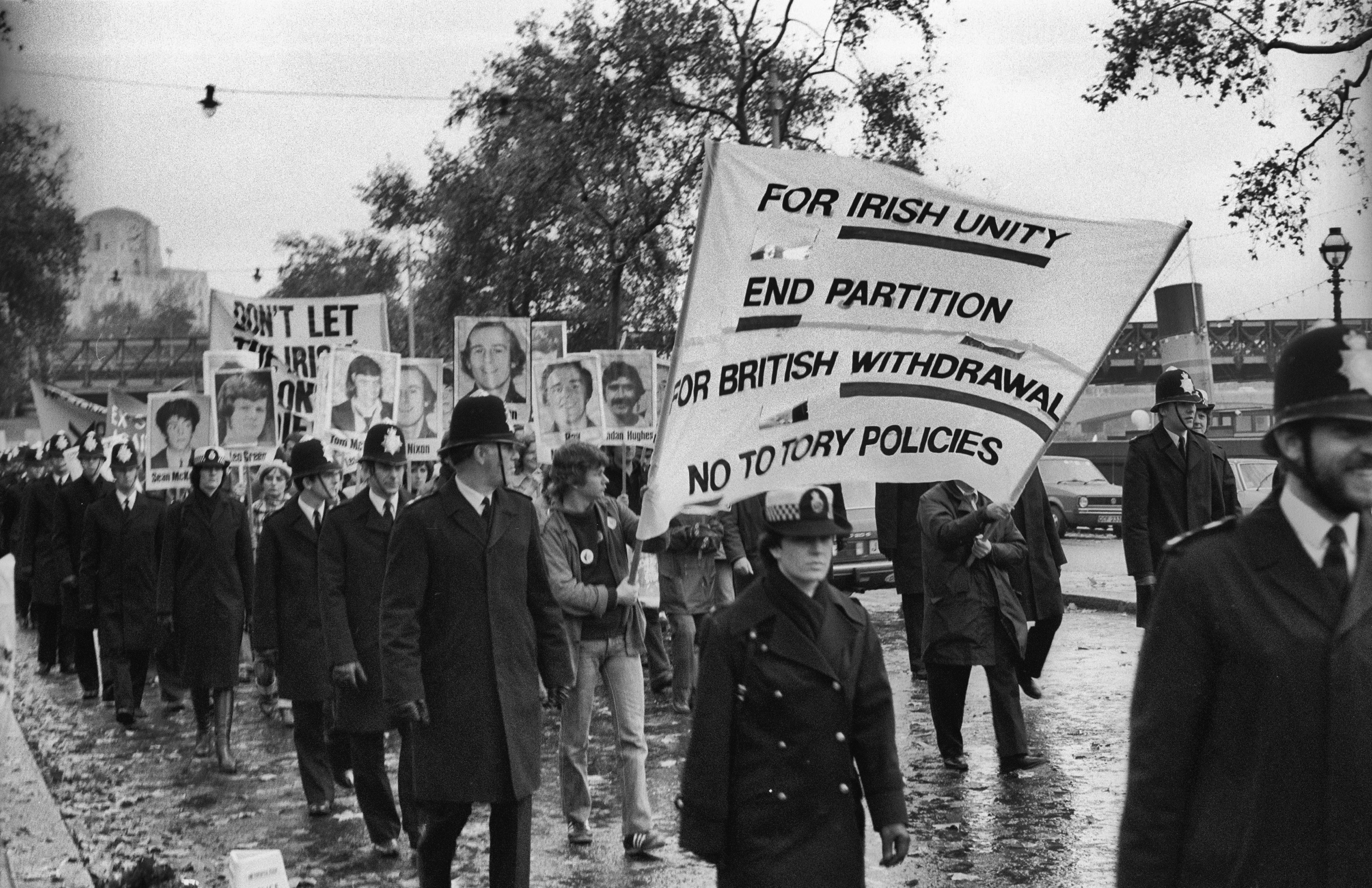
1980년대 런던에서 열린 공화주의자들의 반분할 시위

북아일랜드 정부는 아일랜드 민족주의자들과 가톨릭 소수민족에 대한 차별로 비난받았다. 1960년대 후반에 차별을 종식시키기 위한 비폭력 시민권 운동이 시작되었다. 이 시민권 운동은 왕당파와 강경 연합주의 정당들에 의해 반대되었는데, 이들은 이를 통일 아일랜드를 가져오기 위한 공화주의자들의 전선이라고 비난했다. 이러한 불안은 1969년 8월 폭동과 영국군의 배치로 이어졌고, 공화주의자와 왕당파 준군사 조직이 관련된 30년 분쟁인 북아일랜드 분쟁 (1969년~1998년)이 시작되었다. 1973년 북아일랜드 국경 투표 국민 투표가 실시되어 영국에 남을지 통일 아일랜드에 가입할지 결정했다. 아일랜드 민족주의자들은 국민 투표를 보이콧했고, 유권자의 57%만이 투표하여 영국에 남는 것을 압도적으로 지지했다.
북아일랜드 평화협상은 1993년에 시작되어 1998년 벨파스트 협정으로 이어졌다. 이 협정은 아일랜드 양쪽에서 두 차례의 국민 투표를 통해 비준되었으며, 통일 아일랜드는 평화적 수단으로만 달성될 것이라는 합의도 포함되었다. 1920년 아일랜드 정부법의 잔여 조항은 협정의 결과로 영국에서 1998년 북아일랜드법에 의해 폐지되고 대체되었다. 1922년 아일랜드 자유국 (결과 조항) 법은 이미 1920년 법을 개정하여 북아일랜드에만 적용되도록 했다. 이 법은 아일랜드 공화국에서 2007년 법률 개정법에 의해 마침내 폐지되었다.
2017년 브렉시트에 대한 백서에서 영국 정부는 협정에 대한 약속을 재확인했다. 북아일랜드의 지위에 대해 정부는 "북아일랜드의 현재 헌법적 지위를 유지하는 것이 분명히 선호하는 바: 영국에 속하지만 아일랜드와 강력한 연결 고리를 가진다"고 밝혔다.
1998년 벨파스트 협정에는 명시적으로 언급되어 있지 않지만, 영국과 아일랜드 공화국 간의 공동 여행 구역, 당시 EU 통합, 그리고 조약에 의해 제공된 국경 지역의 비무장화로 인해 국경은 사실상 해체되었다.

### 분할과 스포츠
분할 이후 대부분의 스포츠 단체는 전 아일랜드 기준으로 계속 운영되었다. 주요 예외는 축구였는데, 북아일랜드(북아일랜드 축구 협회)와 아일랜드 공화국(아일랜드 축구 협회)에 별도의 조직이 설립되었다. 올림픽에서 북아일랜드 출신 선수는 아일랜드 공화국 팀(경쟁명 "아일랜드") 또는 영국 팀(경쟁명 "영국") 중 하나를 선택하여 대표할 수 있다.

## 같이 보기
- 아일랜드의 아일랜드 문제
  - 아일랜드 문제
- 분할주의
- 아일랜드의 재분할
- 아일랜드 공화국-영국 국경
- 통일 아일랜드

## 참고 자료
- Cahir Healy, The Mutilation of a Nation: The Story behind Partition in Ireland, JSTOR, https://jstor.org/stable/community.29825522, 1945.
- 데니스 그윈, The History of Partition (1912–1925). Dublin: Browne and Nolan, 1950.
- Michael Laffan, The Partition of Ireland 1911–25. Dublin: Dublin Historical Association, 1983.
- Thomas G. Fraser, Partition in Ireland, India and Palestine: theory and practice.London: Macmillan, 1984.
- Clare O'Halloran, Partition and the limits of Irish nationalism: an ideology under stress. Dublin: Gill and Macmillan, 1987.
- Austen Morgan, Labour and partition: the Belfast working class, 1905–1923. London: Pluto, 1991.
- Eamon Phoenix, Northern Nationalism: Nationalist politics, partition and the Catholic minority in Northern Ireland. Belfast: Ulster Historical Foundation, 1994.
- Thomas Hennessey, Dividing Ireland: World War 1 and partition. London: Routledge, 1998.
- 존 코클리, Ethnic conflict and the two-state solution: the Irish experience of partition. Dublin: Institute for British-Irish Studies, University College Dublin, 2004.
- 베네딕트 킬리, Counties of Contention: a study of the origins and implications of the partition of Ireland. Cork: Mercier Press, 2004.
- Brendan O'Leary, Analysing partition: definition, classification and explanation. Dublin: Institute for British-Irish Studies, University College Dublin, 2006
- Brendan O'Leary, Debating Partition: Justifications and Critiques. Dublin: Institute for British-Irish Studies, University College Dublin, 2006.
- Robert Lynch, Northern IRA and the Early Years of Partition. Dublin: Irish Academic Press, 2006.
- Robert Lynch, The Partition of Ireland: 1918–1925. 케임브리지 대학교 출판부, 2019.
- Margaret O'Callaghan, Genealogies of partition: history, history-writing and the troubles in Ireland. London: Frank Cass; 2006.
- Lillian Laila Vasi, Post-partition limbo states: failed state formation and conflicts in Northern Ireland and Jammu-and-Kashmir. Koln: Lambert Academic Publishing, 2009.
- Stephen Kelly, Fianna Fáil, Partition and Northern Ireland, 1926 – 1971. Dublin: Irish Academic Press, 2013